# Cimitero Monumentale di Staglieno
Cimitero Monumentale di Staglieno – cmentarz w Genui, otwarty 1 stycznia 1851 roku. Miejsce pochówku znanych osobistości, z Genui i z zagranicy, odwiedzany w przeszłości przez znane postacie ze świata kultury i polityki (Friedrich Nietzsche, Guy de Maupassant, Mark Twain i Elżbieta Bawarska, znana jako cesarzowa Sissi) oraz artystów (Peter Hook).
Wśród rzeźbiarzy, których dzieła zdobią nagrobki, są tacy twórcy jak: Santo Varni, Giulio Monteverde, Augusto Rivalta, Lorenzo Orengo, Leonardo Bistolfi, Demetrio Paernio, Edoardo De Albertis, Eugenio Baroni i inni.

## Historia cmentarza

### Projekt
W 1832 roku król Karol Albert wydał, w oparciu o dekret napoleoński z Saint-Cloud z 1804 roku dekret zabraniający, z uwagi na zagrożenie dla zdrowia publicznego, pochówków w obrębie murów miejskich, w kościołach i na cmentarzach parafialnych. W 1835 roku w następstwie tego dekretu Gmina Genua przyjęła projekt budowy cmentarza w Staglieno. Według opisu zawartego w książce Ferdinanda Resasca La necropoli di Staglieno miejsce pod planowany cmentarz położone było w odległości 4 km od miasta, przy Porta Romana, we wschodniej części murów miejskich, wzdłuż drogi prowincjonalnej prowadzącej do Bobbio, u stóp wzgórza o nazwie Casale de Mussi w strefie Villa Vaccarezza w dolinie rzeki Bisagno w mieście Staglieno, na działce między rzekami Veilino a Bisagno. Zlecenie zaprojektowania nekropolii o charakterze monumentalnym otrzymał architekt miejski Carlo Barabino. Odegrał on ważną rolę w wytyczaniu neoklasycystycznego planu Genui; był odpowiedzialny za projekt planistyczny nowego centrum miasta i budowę budynków użyteczności publicznej, takich jak Teatr Carlo Felice, Pałac Akademii czy szpital dla umysłowo chorych. Nie udało mu się jednak zrealizować zadania budowy cmentarza, ponieważ zmarł jeszcze w tym samym roku w następstwie epidemii cholery, która pochłonęła wiele ofiar w Genui. Dzieło budowy cmentarza kontynuował jego uczeń i współpracownik, Giovanni Battista Resasco, którego projekt został zatwierdzony, jako ostateczny, w 1840 roku.

### Budowa
Prace budowlane rozpoczęto w 1844 roku w Villa Vaccarezza, w Staglieno, w dolinie Bisagno, niedaleko od centrum Genui, w obszarze słabo zamieszkanym. Resasco zachował z projektu Barabino strukturę czworokątną jako podstawowe założenie, podkreślając przy tym jego monumentalne cechy. W swoim projekcie połączył strukturę cmentarza z klasycystyczną architekturą tradycji śródziemnomorskiej, opartą na schemacie geometrycznej arkady (w nawiązaniu do Camposanto Monumentale w Pizie) z typem cmentarza pośród naturalnej scenerii, bardziej charakterystycznym po 1840 roku dla Europy Północnej (jednym z pierwszych przykładów był tu cmentarz Père-Lachaise w Paryżu).
Cmentarz w Staglieno został oficjalnie otwarty dla wiernych 1 stycznia 1851 roku. Choć był on wciąż niedokończony, to jego architektoniczny, funkcjonalny i symboliczny plan był już określony. W latach 60. i 80. XIX wieku budowa cmentarza dobiegła ukończona. W ostatnich dziesięcioleciach XIX i w początkach XX wieku na cmentarzu pojawiły się grobowce Giuseppe Mazziniego i innych bohaterów walki o Zjednoczenie Włoch. W tym samym czasie w ramach procesu scalania miejsc pochówków na cmentarzu w Staglieno pojawiły się groby niekatolickie (żydowskie, protestanckie i prawosławne), przeniesione tu z terenu położonego pomiędzy Galleria Montino a Viale Testero.

### Rozbudowa
Rozwój gospodarczy Genui, która w tym czasie stała się jednym z najważniejszych miast północnych Włoch, sprawił, że pojawił się problem rozbudowy cmentarza w Staglieno. Resasco zaproponował w 1868 roku zbudowanie w kierunku północno-wschodnim, nowego ciągu półkolistych arkad. Powstały one w latach 90., stając się wkrótce monumentalną galerią, wypełnioną dziełami w stylu secesji i art déco.
W XX wieku kilkakrotnie rozbudowywano cmentarz:
- poszerzenie niekatolickiej części cmentarza w dolinie Veilino,
- Galeria Montino (Porticato Montino lub Galleria Montino), zbudowana około 1925 roku, bogata w dzieła sztuki w stylu art déco,
- sanktuarium poległych w I wojnie światowej, zbudowane w latach 1935–1936 na wzgórzu Sacrario
- Galeria Sant’Antonino (Porticato Sant’Antonino lub Galleria Sant’Antonino), przy której prace rozpoczęto w 1937 roku, a oddano do użytku w 1955 roku, jako ostatnią realizację o charakterze monumentalnym na cmentarzu w Staglieno[3].

## Znane osobistości odwiedzające cmentarz lub pochowane na nim
Cmentarz w Staglieno, uważany za jeden z najpiękniejszych i najbardziej interesujących w Europie, stanowi prawdziwe muzeum na wolnym powietrzu. Wśród turystów i znaczących osobistości z całego świata, które odwiedziły go, znaleźli się, między innymi: Friedrich Nietzsche, Guy de Maupassant, Mark Twain i Elżbieta Bawarska (znana jako cesarzowa Sissi)).
W 2015 roku wizytę na cmentarzu złożył Peter Hook, basista legendarnego zespołu Joy Division. Odwiedził on grobowiec rodziny Appiani, którego zdjęcie użyto jako motyw na okładce albumu Closer oraz grobowiec rodziny Ribaudo, którego zdjęcie wykorzystano jako motyw jednej z wersji okładki singla „Love Will Tear Us Apart”. 
W Staglieno są pochowani znani obywatele Genui (w tym piosenkarz Fabrizio De André), a także cudzoziemcy, którzy przebywali w tym mieście (Constance Lloyd, żona Oskara Wilde’a).

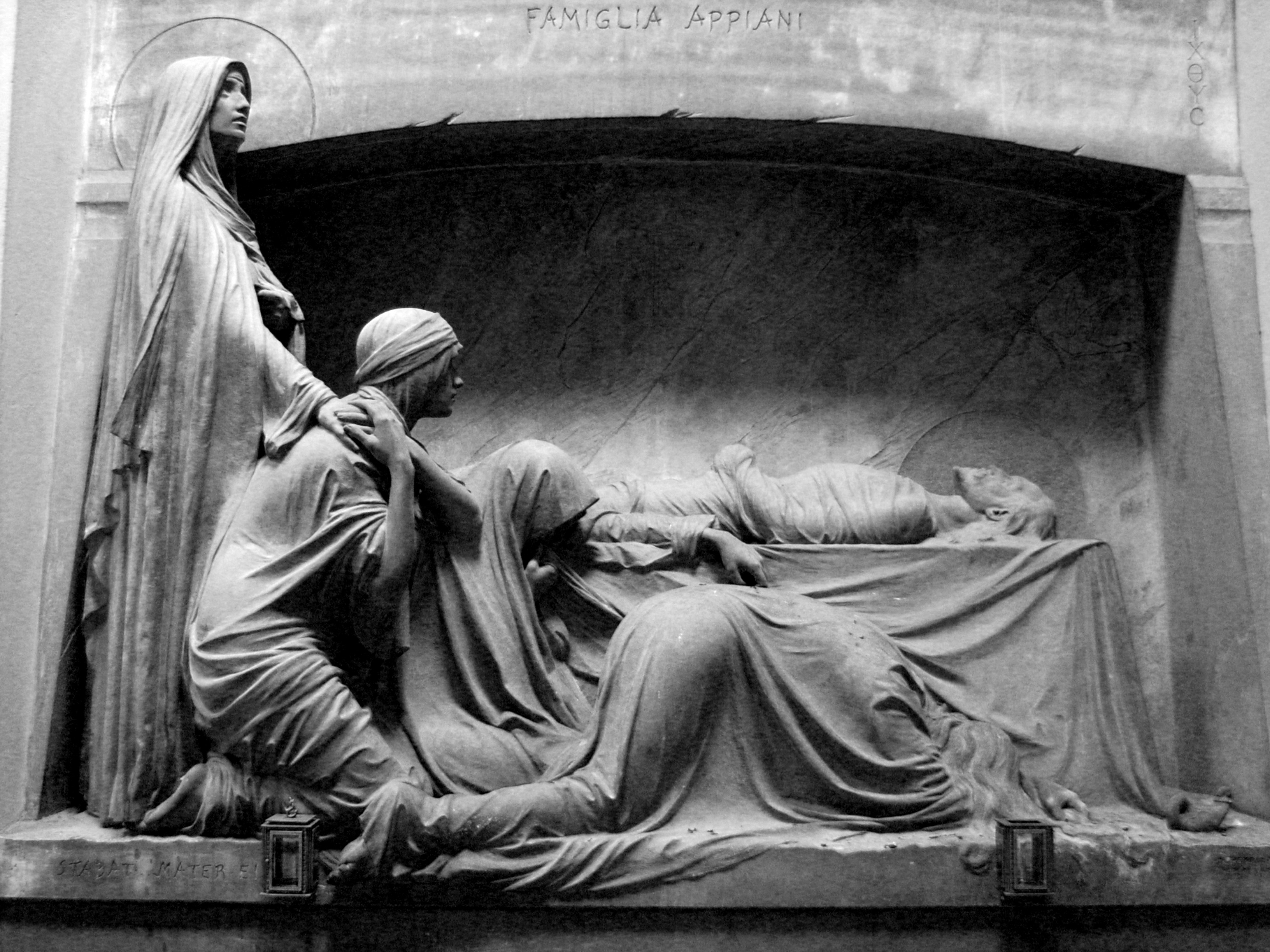
Grób rodziny Appiani
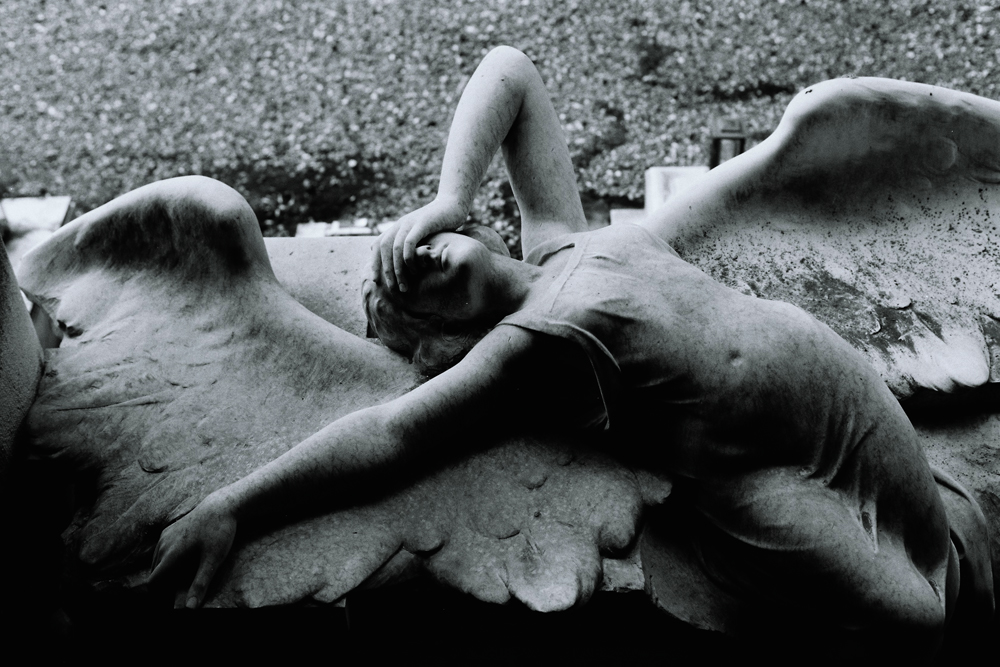
Grób rodziny Ribaudo
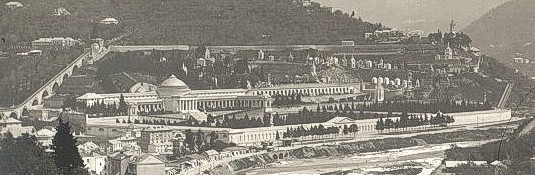
Widokówka. Cmentarz, p. XX w.

## Opis cmentarza
Powierzchnia cmentarza w Staglieno wynosi 30 ha. Jego wnętrze ograniczone jest ciągiem monumentalnych arkad, górnych i dolnych. Na osi głównego wejścia znajduje się wysoki na 9 m, marmurowy posąg Wiary, dzieło rzeźbiarza Santo Varniego. Za nim, na wzgórzu, wznoszą się marmurowe schody, złożone z 77 stopni, szerokie na 22 i wysokie na 9 m. Za nimi, na tarasie, znajduje się Panteon (lub Cappella dei Suffragi), obiekt wzniesiony na planie okręgu o średnicy 25 m, poprzedzony pronaosem w stylu doryckim, flankowanym posągami proroków: Hioba i Jeremiasza, dłuta Giuseppe Benettiego. Monumentalizm założenia uwydatniają okoliczne zielone wzgórza Boschetti i Valletta Pontasso, których bujna roślinność została wkomponowana w przestrzeń pomiędzy kaplicami i pomnikami.
Cmentarz podzielony jest na 7 sektorów: A – cmentarz dolny (Inferiore), B – galeria półkolista (Galleria Semicircolare), C – Galeria Montino + Galeria Sant’Antonino, D – cmentarz górny (Superiore) + Panteon, E – Valletta Pontasso + Campi Radiali + Boschetto dei Mille + Boschetto Irregolare, F – cmentarze: protestancki, prawosławny i żydowski, G – Campi Trentennali Veilino.

### Cmentarz dolny (Sektor A)

#### Część zachodnia

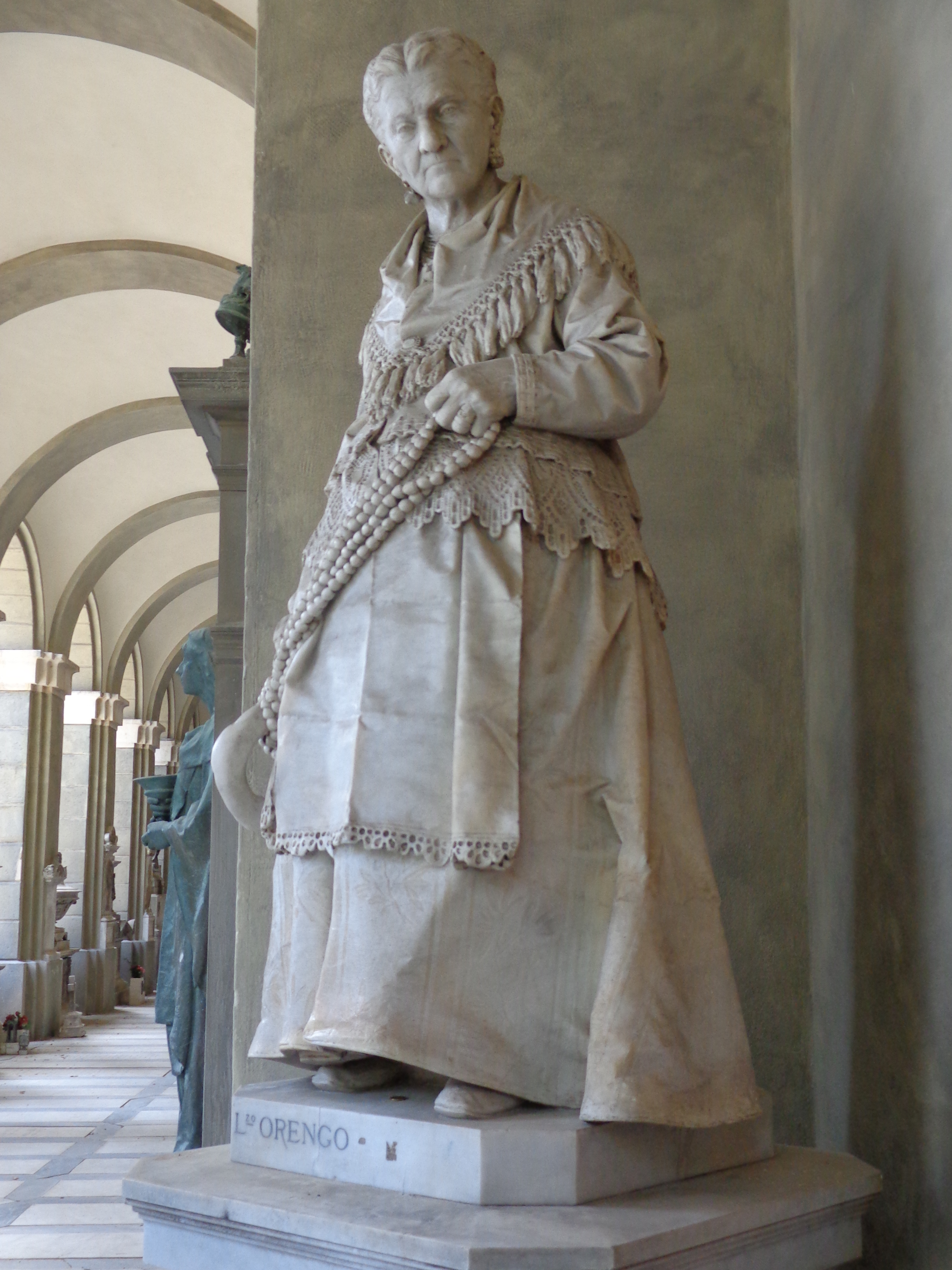
Lorenzo Orengo, Pomnik nagrobny Cateriny Campodonico (1881)

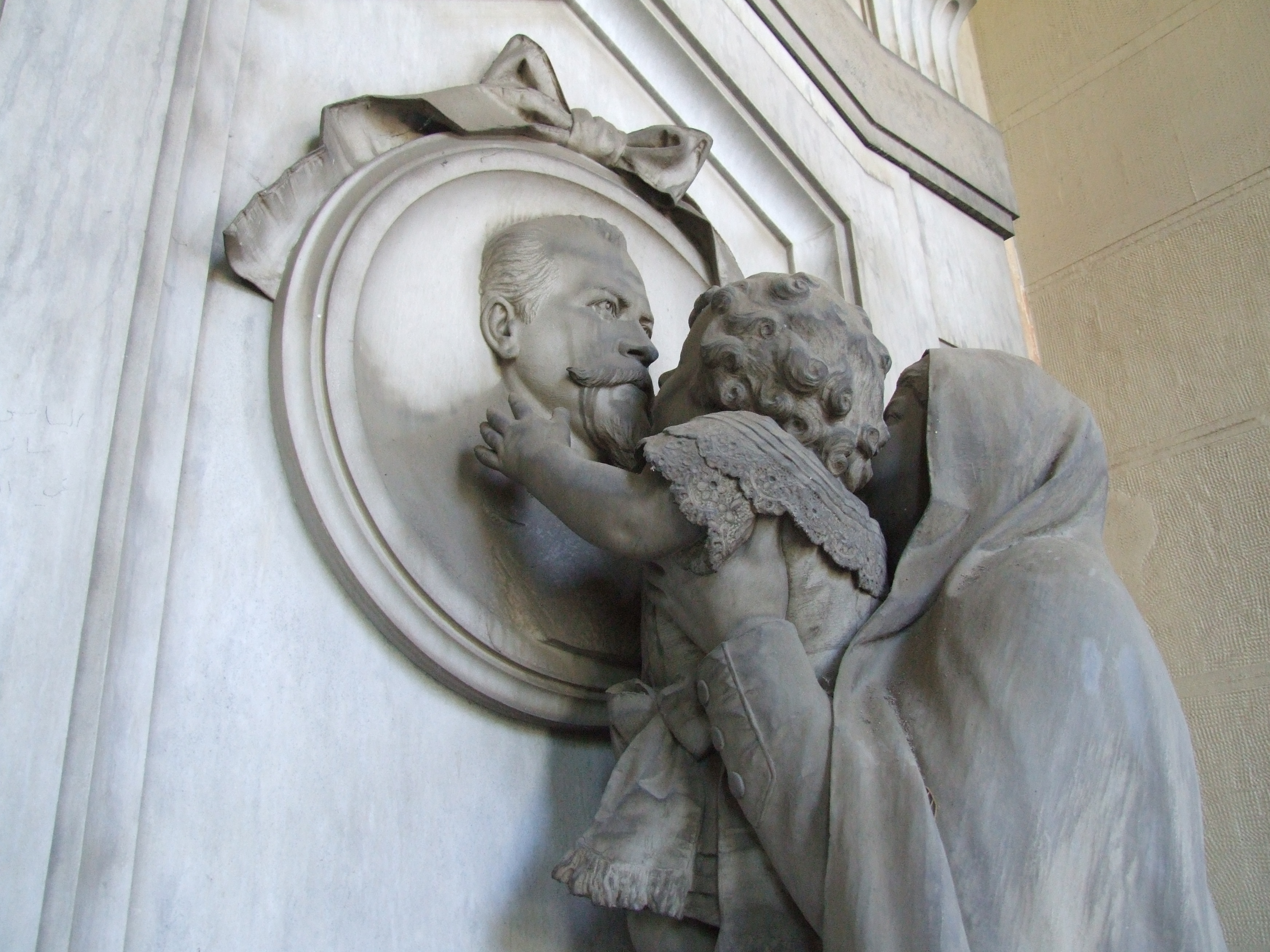
Giuseppe Benetti, pomnik nagrobny rodziny Casella (1884)

Cmentarz dolny, znajdujący się w obrębie galerii dolnej (Porticato Inferiore) dzielą wzdłuż i wszerz dwie, przecinające się w centrum aleje, nazwane Viale Fede (Drogi Wiary). Wejście główne znajduje się od strony Piazzale Resasco. Jest ono otwarte tylko w weekendy i święta, natomiast w pozostałe dni tygodnia otwarte jest wejście zachodnie. Jednym z najbardziej znanych pomników w tej części cmentarza jest grób Cateriny Campodonico, nazywanej „sprzedawczynią orzeszków ziemnych”. Usytuowany jest on w pobliżu schodów prowadzących do części górnej. Jak wynika z napisu w dialekcie genueńskim, Caterina Campodonico, kobieta z ludu, odkładała pieniądze, zarobione na sprzedaży obwarzanków i orzeszków, na wyrzeźbienie, jeszcze za życia, swego pomnika nagrobnego, który miał zrealizować jeden z ulubionych przez Genueńczyków rzeźbiarzy, Lorenzo Orengo (1881). Pomnik ten, wpisujący się w kontekst swego czasu, ukazuje Caterinę Campodonico, podobnie jak i bogatych mieszczan, z symbolami jej zawodu – z jej towarem. Artysta starannie opracował strój kobiety z jego frędzlami i koronkami, jej fryzurę oraz spracowane, stare ręce, trzymające obwarzanki i naszyjniki z orzeszków. Inne, wyróżniające się groby w tej części to:
- grób Monticellego, klasycznie rozplanowany, wyrzeźbiony przez Giovanniego Battistę Cevasco w 1863 roku,
- grób Pellegriniego, dzieło Domenica Carli z 1888 roku, łączący w sobie tematykę rodzinną z miłosierdziem, okazywanym ubogim,
- grób Da Costy, wyrzeźbiony przez Santa Saccomanna w 1877 roku, przedstawiający pogrążonego w żalu syna, żegnającego ojca,
- grób Botta (1871) i grób Tagliaferrego (1866), oba dłuta Giuseppe Benettiego,
- grób Sibilli, zrealizowany przez Carla Rubatta w 1852 roku, będący przykładem architektury klasycznej o cechach romantycznych, ukazujący postać płaczącej kobiety,
- 3 pomniki nagrobne wyrzeźbione przez Santa Varniego: nagrobek Chighizoli z 1852 roku, ukazujący anioła w trakcie pisania, nagrobek Petrusatiego z 1855 roku oraz nagrobek De Asartiego z 1879 roku,
- grób Polleriego, dłuta Giovanniego Battisty Cevasco z 1851 roku, jeden z pierwszych grobów w tej części Staglieno[9],
- grób Pietra Badaracca, łączący klasyczne symbole (drzwi i skrzydlata klepsydra) z realizmem (kobieta pukająca do drzwi)
- grób małżonków Podestà, przedstawionych przez rzeźbiarza Domenica Carli w pozycji stojącej, przed swoimi kaplicami. W dziele tym, zrealizowanym z 1892 roku, tradycyjne, klasyczne założenie architektoniczne splata się z bardzo realistycznym przedstawieniem obu postaci, zahaczając jednocześnie, z uwagi na sposób potraktowania tematu, o symbolizm,
- grób Draga, przedstawiający zrozpaczonego, opartego o ścianę człowieka z kapeluszem w ręku,
- grób rodziny Casselli, mający za temat kobietę trzymająca w ramionach dziewczynkę, która całuje podobiznę zmarłego ojca; uwagę zwraca bardzo drobiazgowy opis każdej postaci, dzięki czemu dzieło to zalicza się do szczytowych osiągnięć realizmu,
- grób Gnecca, wyrzeźbiony przez Antonia Rotę w 1882 z białego marmuru i brązu, nie ogranicza się wyłącznie do wiernego przedstawienia postaci, lecz usiłuje zbudować narrację: dusza matki dwóch chłopców wzlatuje, zaś anioł wskazuje niebo, miejsce, gdzie wszyscy ponownie się połączą. Powyżej czterech cherubinów, symbolizujących zmarłe wcześniej dzieci kobiety, przygotowuje się na powitanie kolejnej duszy,
- w grobie G.B. Badaracca, dłuta Giacoma Morena z 1878 roku, artysta chcąc zintensyfikować rzeczywistość wyrzeźbił nawet łzy na twarzy kobiety, opłakującej męża[10].

Zmieniający się stosunek społeczeństwa mieszczańskiego do śmierci ilustrują trzy groby, dedykowane rodzinie Piaggio, zrealizowane w różnym czasie przez różnych artystów:
- grób Giovanniego Battisty Piaggia, wyrzeźbiony przez Benettiego w 1873 roku, ukazuje realistyczną postać zmarłego, opuszczającego kaplicę z modlitewnikiem w ręku. W lunecie na górze artysta umieścił symbole zawodowe zmarłego i jego funkcji społecznej,
- w grobie Rocca Piaggia, zaczyna być widoczne odejście od koncepcji pietas i od pamięci, zarówno zbiorowej jak i prywatnej, o zmarłym; anioł z trąbką sygnalizuje nadejście Dnia Sądu, zaś odkryty grób oznacza dokonanie się zmartwychwstania zmarłych,
- trzeci grób, wyrzeźbiony przez Santa Saccomanna w 1877 roku, ukazuje boga czasu, Chronosa jako skrzydlatego starca siedzącego na sarkofagu z założonymi rękami w niepokojącej pozie wyczekiwania, bez cienia nadziei, czy symbolu pocieszenia. Śmierć jest tu przejściem i oczekiwaniem na dzień Sądu i Zmartwychwstania, które pozostają jednak tylko wzruszającym, ludzkim oczekiwaniem,
- odmienne przedstawienie Chronosa widoczne jest w innym dziele Santa Saccomanna, znajdującym się na grobie Erby z 1883 roku. Chronos w tej wersji pogrążony jest pesymizmie, zaś senna i niemal zmysłowa kobieta doświadcza śmierci w wizji świeckiej i tajemniczej, odległej od koncepcji oczekiwania na Sąd Ostateczny,
- pełen wewnętrznej symboliki jest grób Passana, wyrzeźbiony przez P. Costę w 1870 roku i poświęcony kobiecie zmarłej tuż przed ślubem, w kwiecie młodości. Artysta przedstawił ją leżącą na łóżku, w towarzystwie innej kobiety, wskazującej niebo,
- przykładami realizmu mieszczańskiego lat 80. i 90. XIX wieku są dwa dzieła Giacoma Morena, świadczące o jego silnych związkach z tym kierunkiem, ale zarazem o poszukiwaniach najbardziej intymistycznych przedstawień śmierci i cierpienia. Pierwszym z jego dzieł jest grób Ameriga (1890), ukazujący scenę opłakiwania zmarłego dobroczyńcy; u podnóża cokołu z jego popiersiem stoją, przedstawieni w najdrobniejszych szczegółach, ślepiec i mała sierotka,
- z kolei grób Caroliny Gallino z 1894 roku przedstawia zmarłego, jednak nie w chwili przemijania, ale w późniejszym wspomnieniu, które dzieje się na jego grobie. Artysta skupił się tu nie tylko na zewnętrznym, realistycznym opisie członków rodziny, ale podjął też próbę opisania duszy każdego z nich[11].

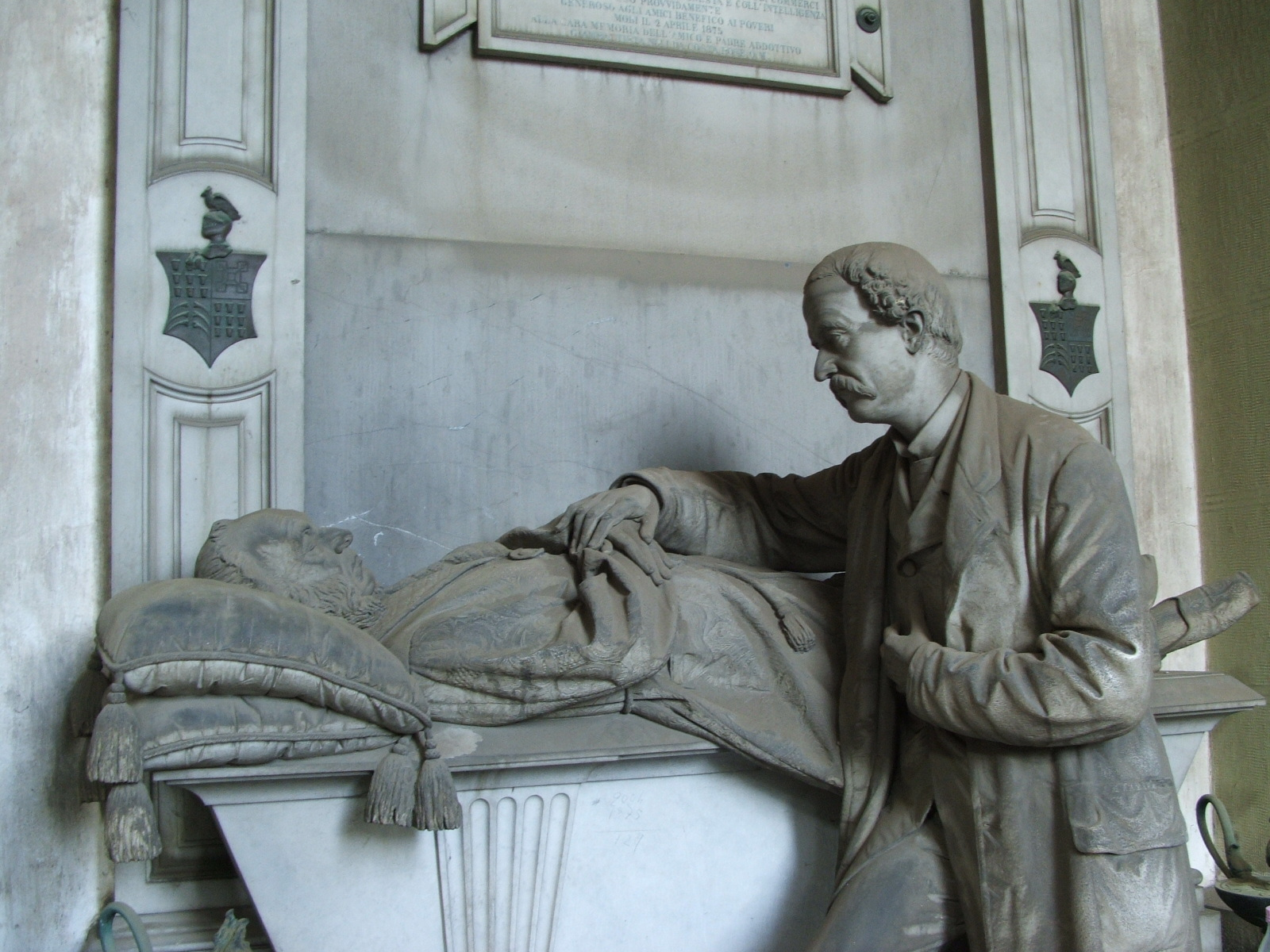
Santo Saccomanno, pomnik nagrobny Da Costy (1877)
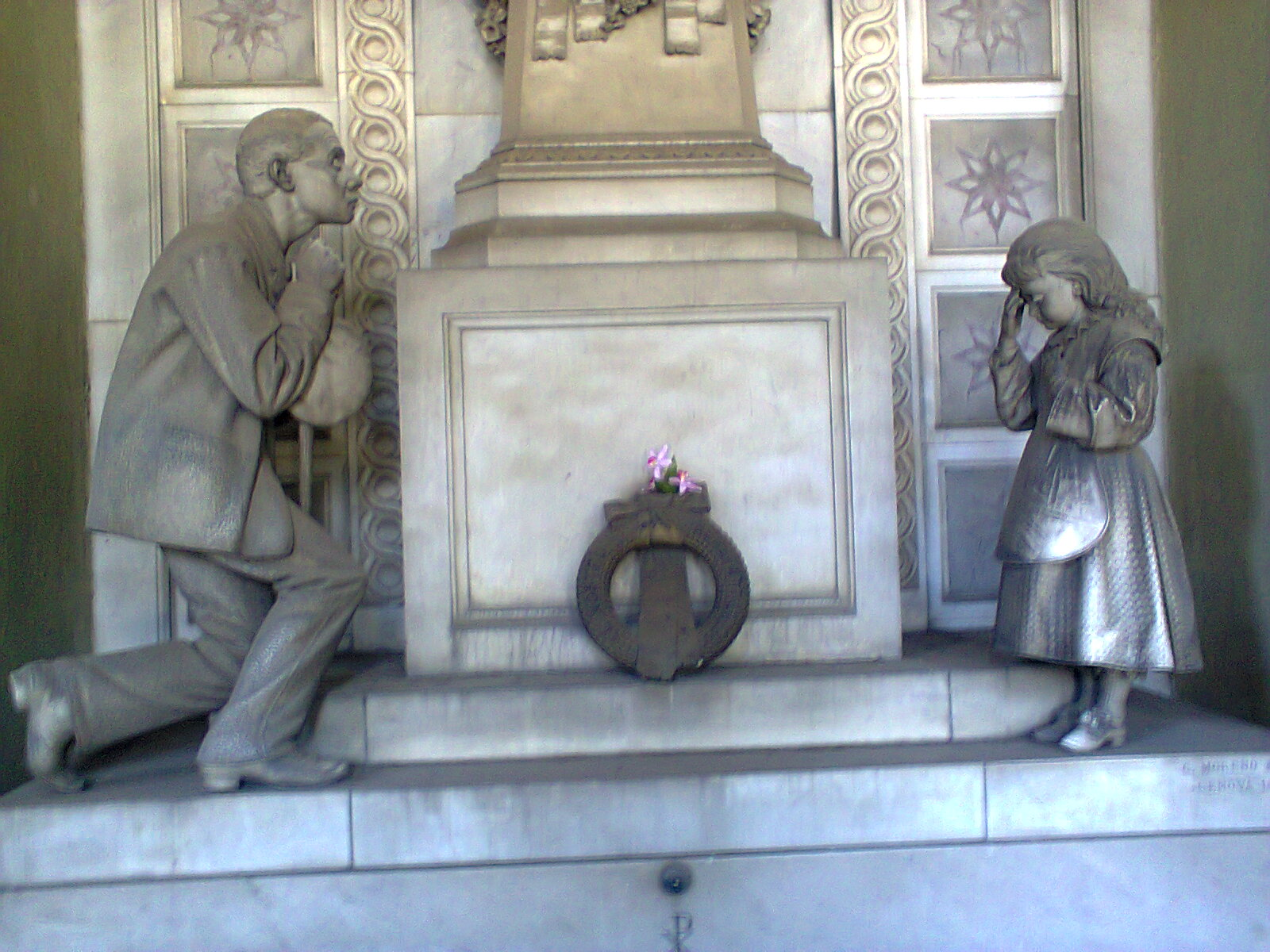
Giacomo Moreno, pomnik nagrobny rodziny Amerigo (1890)
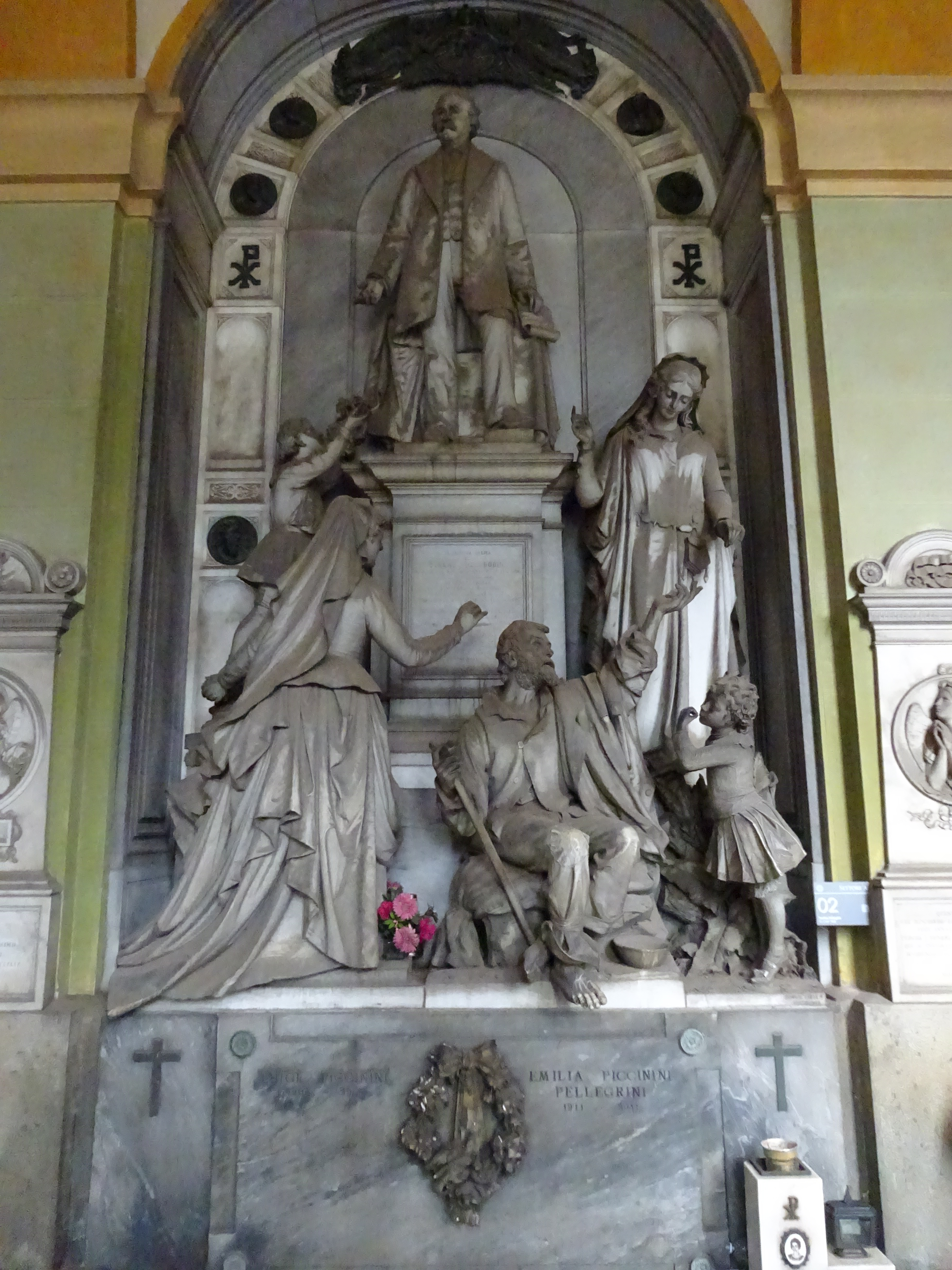
Domenico Carli, pomnik nagrobny Pellegriniego (1888)
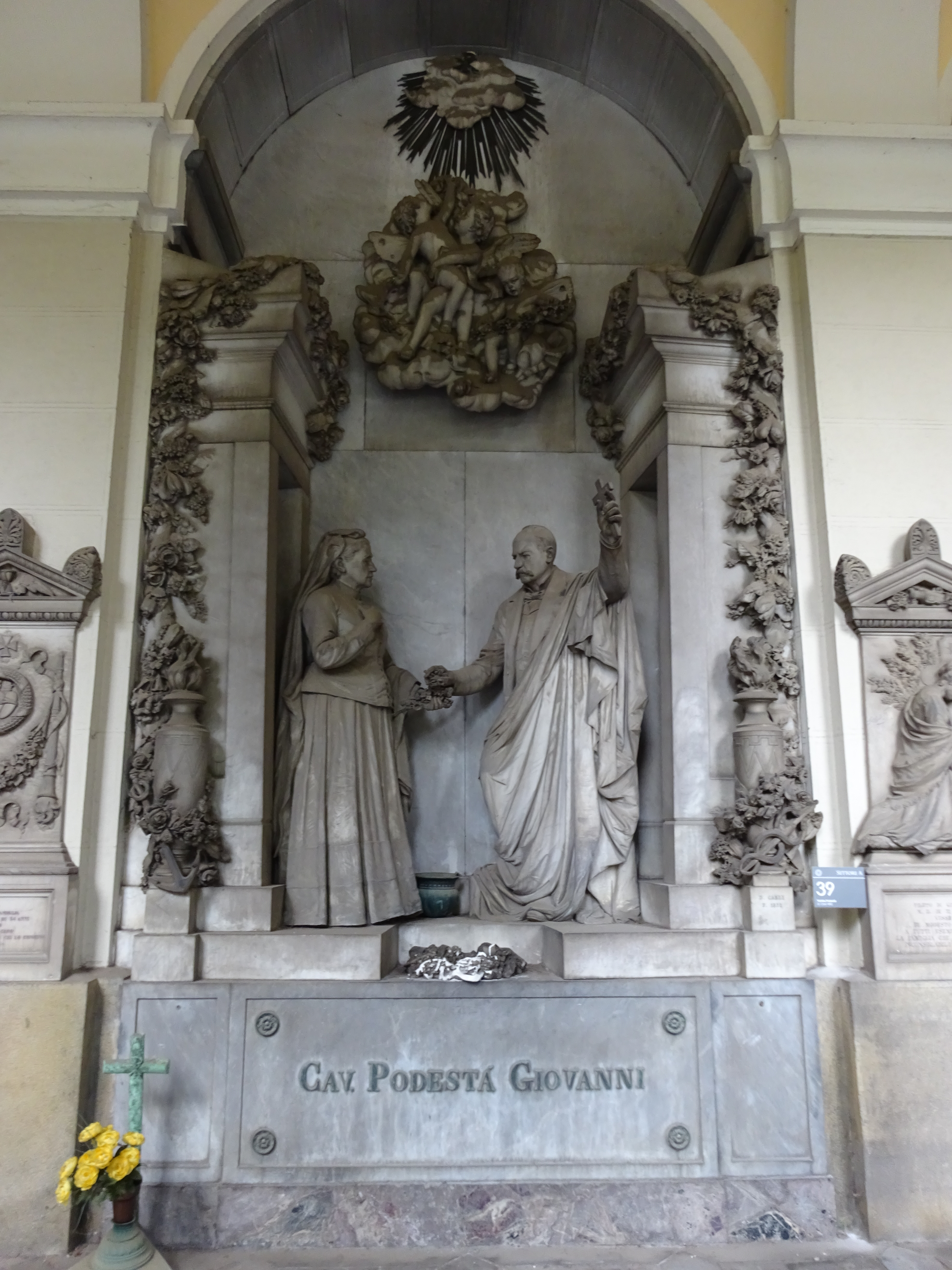
Domenico Carli, pomnik nagrobny rodziny Podestà (1892)
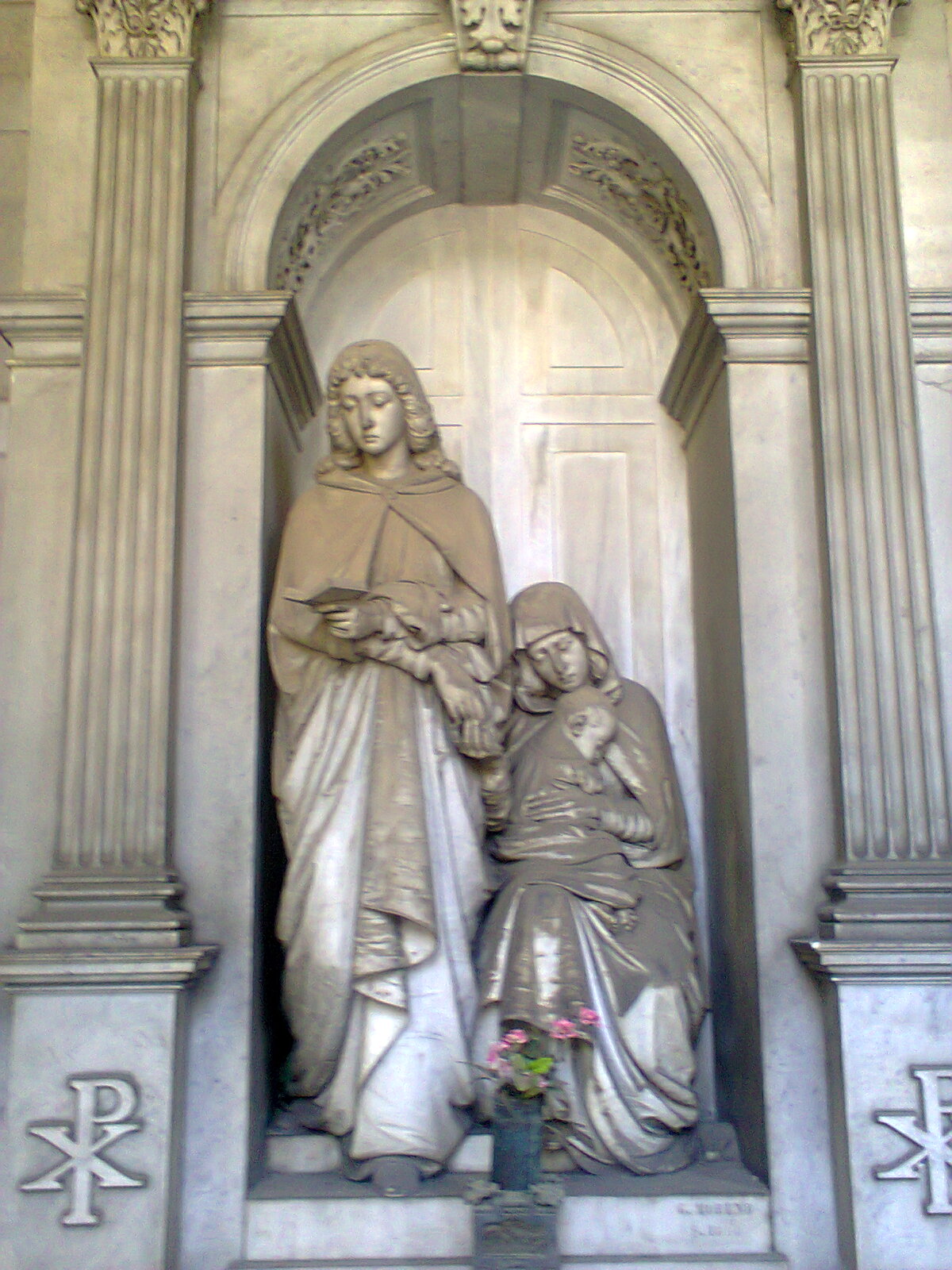
Giacomo Moreno, pomnik nagrobny rodziny Grondona (1880)
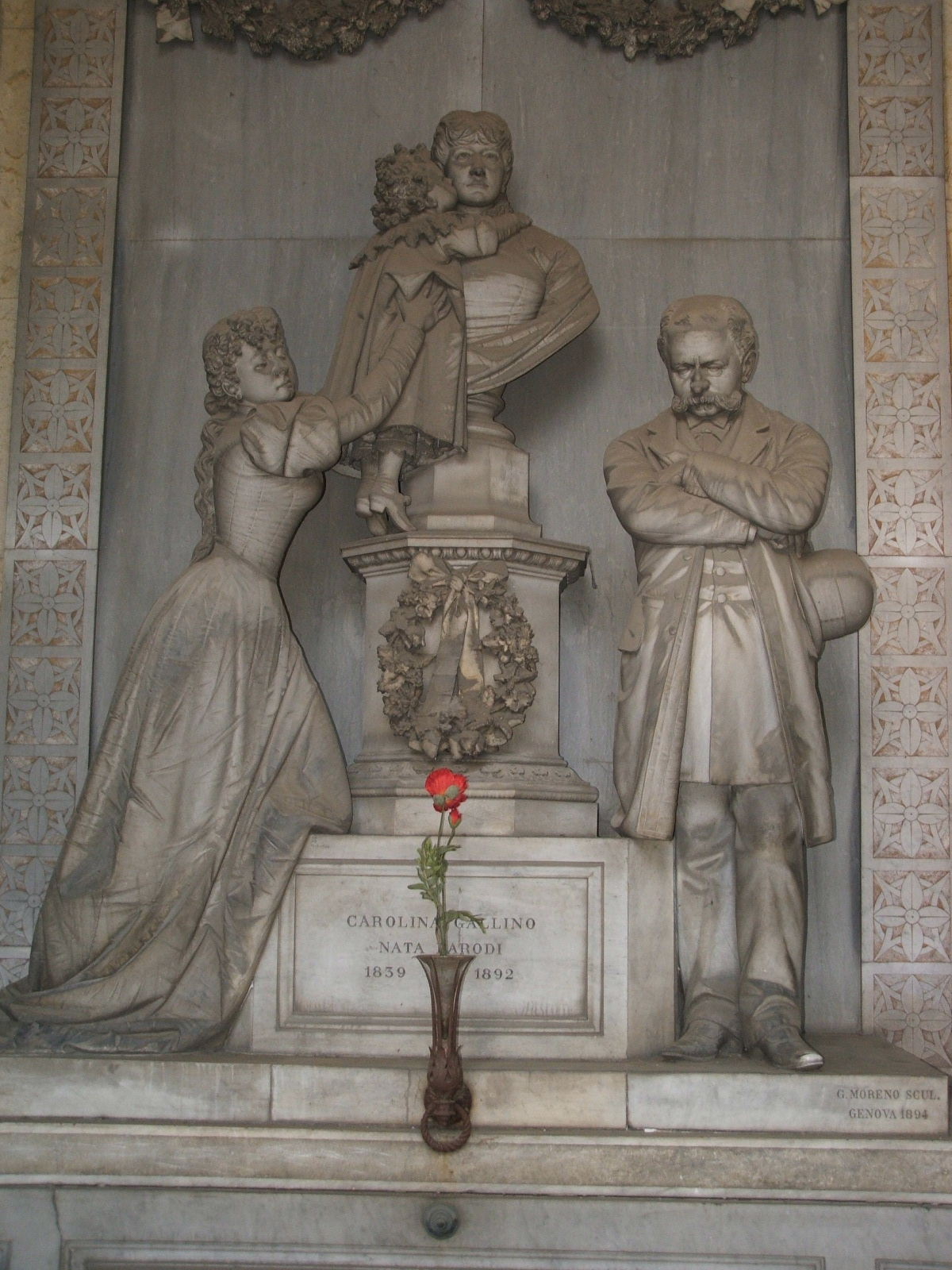
Giacomo Moreno, pomnik nagrobny Caroliny Gallino (1894)

#### Część wschodnia

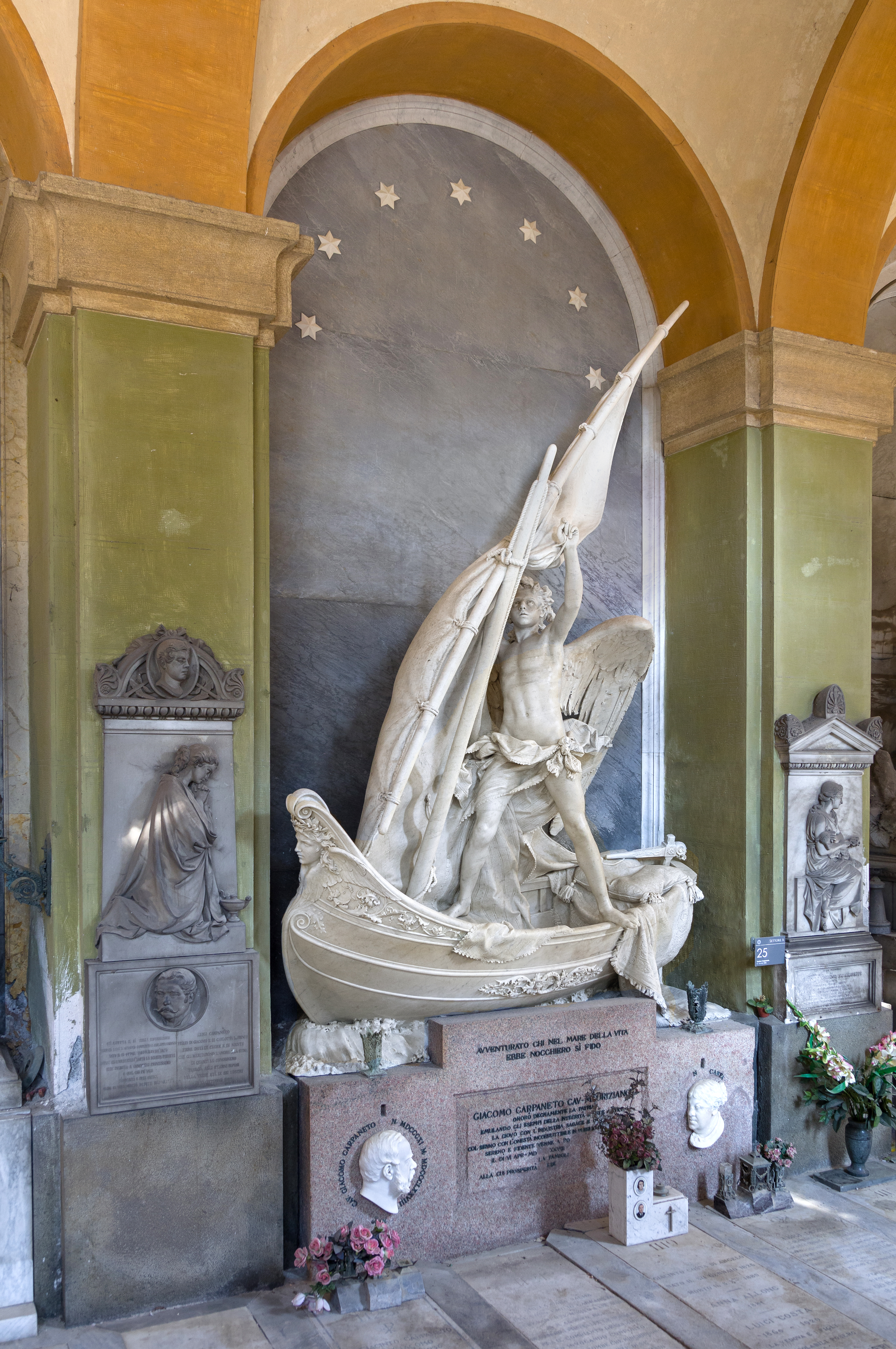
Giovanni Scanzi, grób rodziny Carpaneto – Anioł-sternik (1886)

Pomniki nagrobne znajdujące się w obrębie galerii wschodniej cmentarza dolnego (Porticato Inferiore a Levante) pochodzą w większości z ostatniej dekady XIX i pierwszych dekad XX wieku. Znajdujące się na nich dekoracje rzeźbiarskie utrzymane są w duchu neoklasycyzmu i realizmu.
- grób Lavarella, wyrzeźbiony przez Demetria Paernia w 1914 roku (jako jego ostatnie dzieło), wykazuje wyraźny wpływ symbolizmu: dziewczyna (uosabiająca Życie) wpatruje się w czaszkę (symbol śmierci) prowadząc z nią w rodzaj niemego dialogu,
- seria pięciu grobów, zrealizowanych w latach 1914–1916 przez rzeźbiarza Giacinta Pasciutiego na zlecenie dla rodziny Rebora; dzieła te, noszące wyraźne ślady secesji, ukazują przepełnione smutkiem postacie, które zdają się wyłaniać z wstępnie obrobionego kamienia,
- grób Salvatore Queirola,wyrzeźbiony przez Giuseppe Navone w roku 1901 jest bardzo innowacyjny, jeśli chodzi o rzeźbę tamtej epoki: śmierć została w nim przedstawiona w makabryczny i surowy sposób jako rozkładający się szkielet, w którym wciąż widać strzępki mięsa. Znaczenie tej złożonej grupy rzeźbiarskiej oddaje inskrypcja: „Fulminata è la morte: eterno impera il regno della vita”[c]
- natomiast w innym swym dziele, grobie Pietrafracci z 1909 roku, artysta wykorzystał inny motyw, bardziej związany z religią i dość popularny w tamtym czasie – mistyczne zaślubiny,
- cenny artystycznie jest nagrobek Orsiniego, wyrzeźbiony przez Leonarda Bistolfiego w 1906 roku, w którym symboliczna koncepcja śmierci osiąga swój punkt kulminacyjny, tworząc razem z serią świeckich alegorii, zebranych wokół krzyża (Myśl, Miłość Dziecięca, Młodość, Dzieciństwo, Ból, Macierzyństwo, Wiara i Praca), jedyny w swoim rodzaju symbol religijny[12].

Wyraźnie symbolistyczne przesłanie reprezentują również dwa pobliskie groby:
- grób rodziny Croce dłuta Giacoma Morena z 1889 roku, przedstawiający anioła wyłaniającego się z sarkofagu i wskazującego drogę do Boga[12],
- grób Carpaneta, wyrzeźbiony przez Giovanniego Scanziego w 1886 roku, przedstawiający anioła opuszczającego żagle statku, symbolizującego życie, zakończone w ostatnim porcie. Wymowę dzieła podkreśla inskrypcja, która niegdyś poruszyła również cesarzową Sissi podczas jej wizyty na cmentarzu: „Avventurato chi nel mare della vita ebbe nocchiero sì fido”[d][13].

- grób De Barbieri (L. Brizzolara, 1918), w którym wędrująca do Boga dusza ukazana została jako zmysłowa, unosząca się w powietrzu kobieta, spowita w welon,
- temat wznoszenia się duszy do nieba przedstawił również Federico Fabiani na grobie Castella z 1872 roku,
- symbolistyczny w wymowie jest również nagrobek Delmasa, dzieło Luigiego Orenga z 1909 roku, zrealizowany dla młodej kobiety, która w wieku 25 lat zginęła w wypadku samochodowym. Rzeźba składa się z dwóch postaci: silnego, nagiego mężczyzny, który siedzi trzymając w objęciach półnagą kobietę i całując jej głowę w geście ostatniego pożegnania[10].

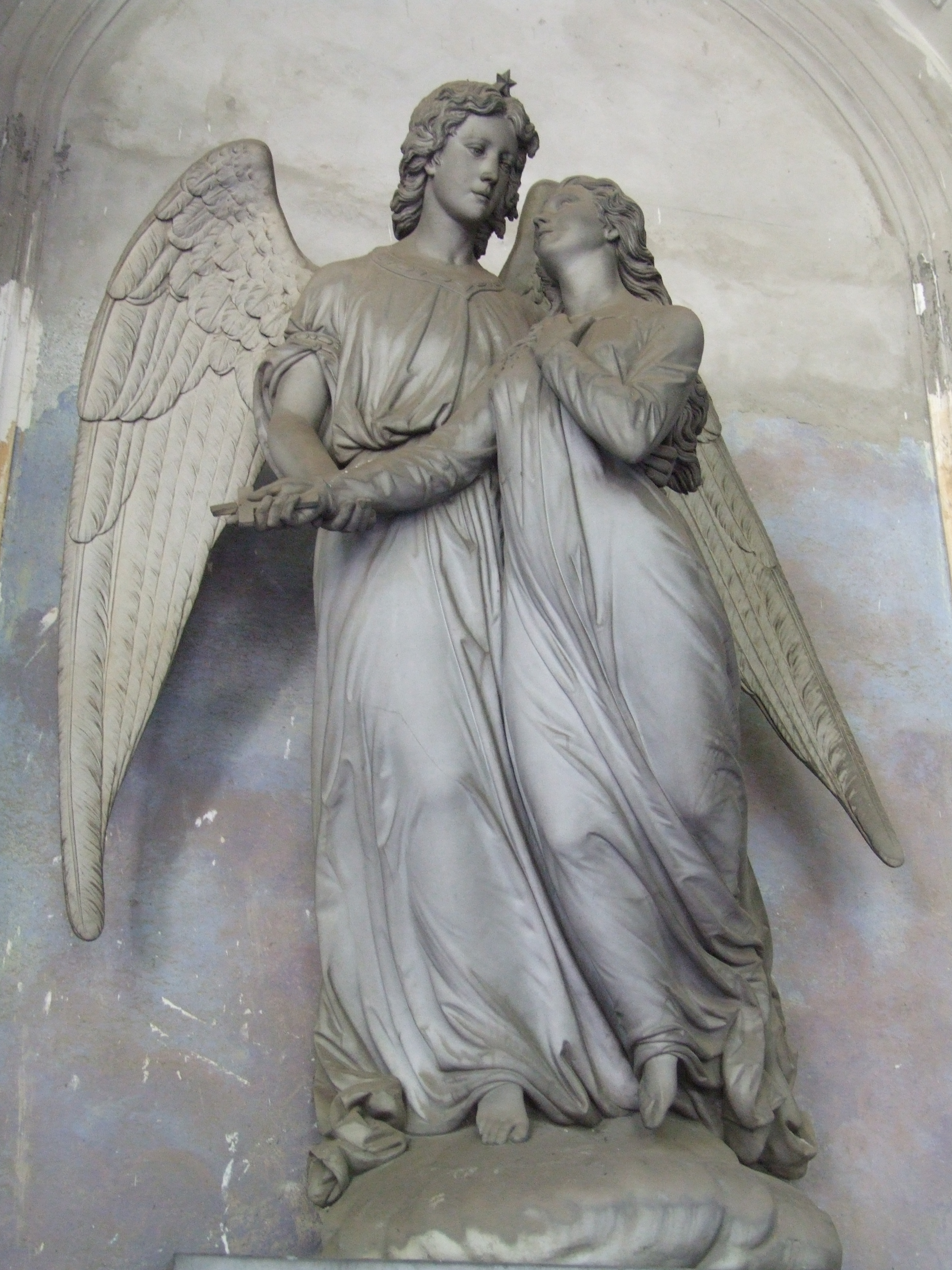
Federico Fabiani, pomnik nagrobny rodziny Castello (1872)
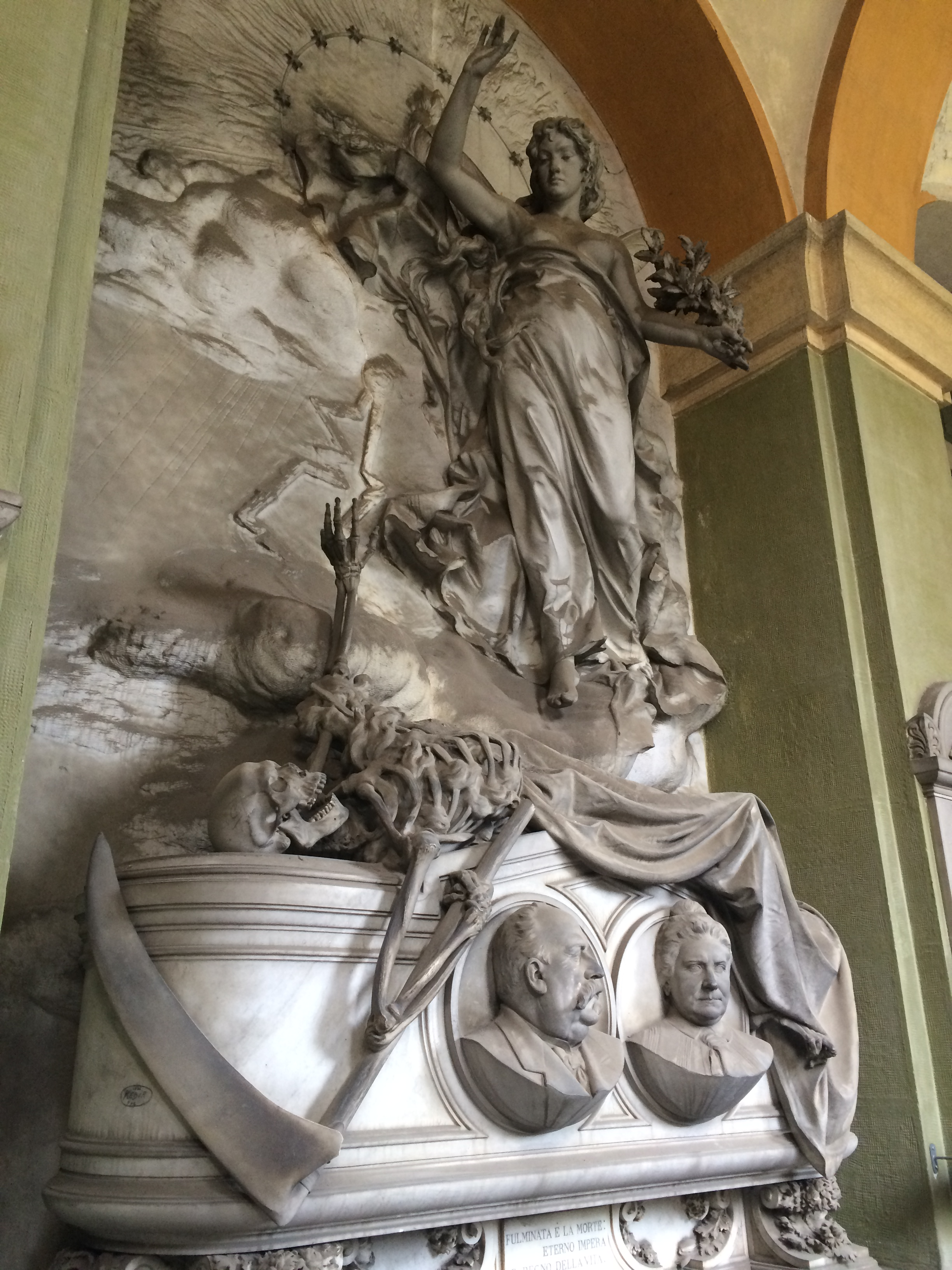
Giuseppe Navone, pomnik nagrobny Salvatore Queirola (1901)
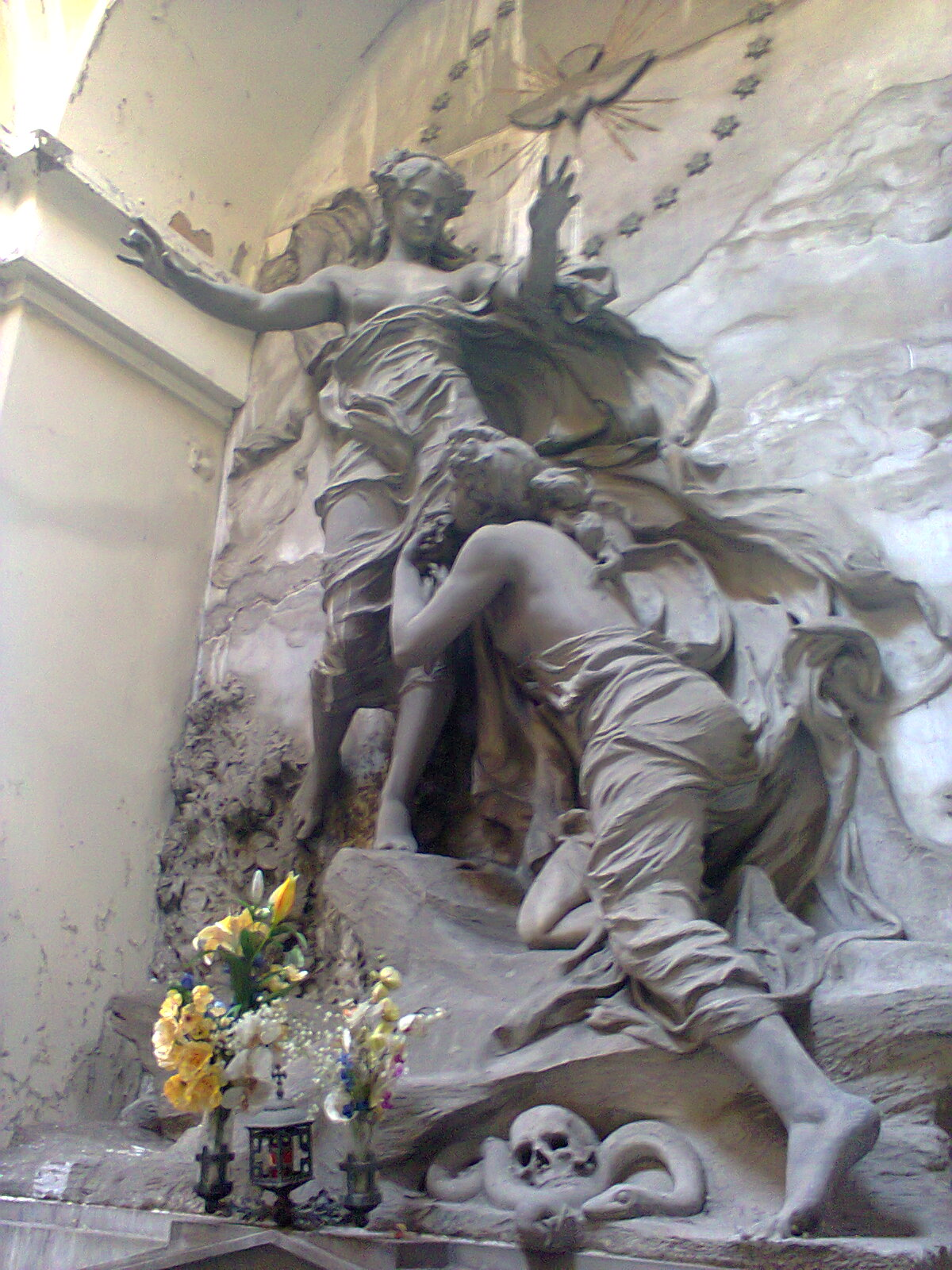
Giuseppe Navone, pomnik nagrobny Bartolomea Queirola (1910)
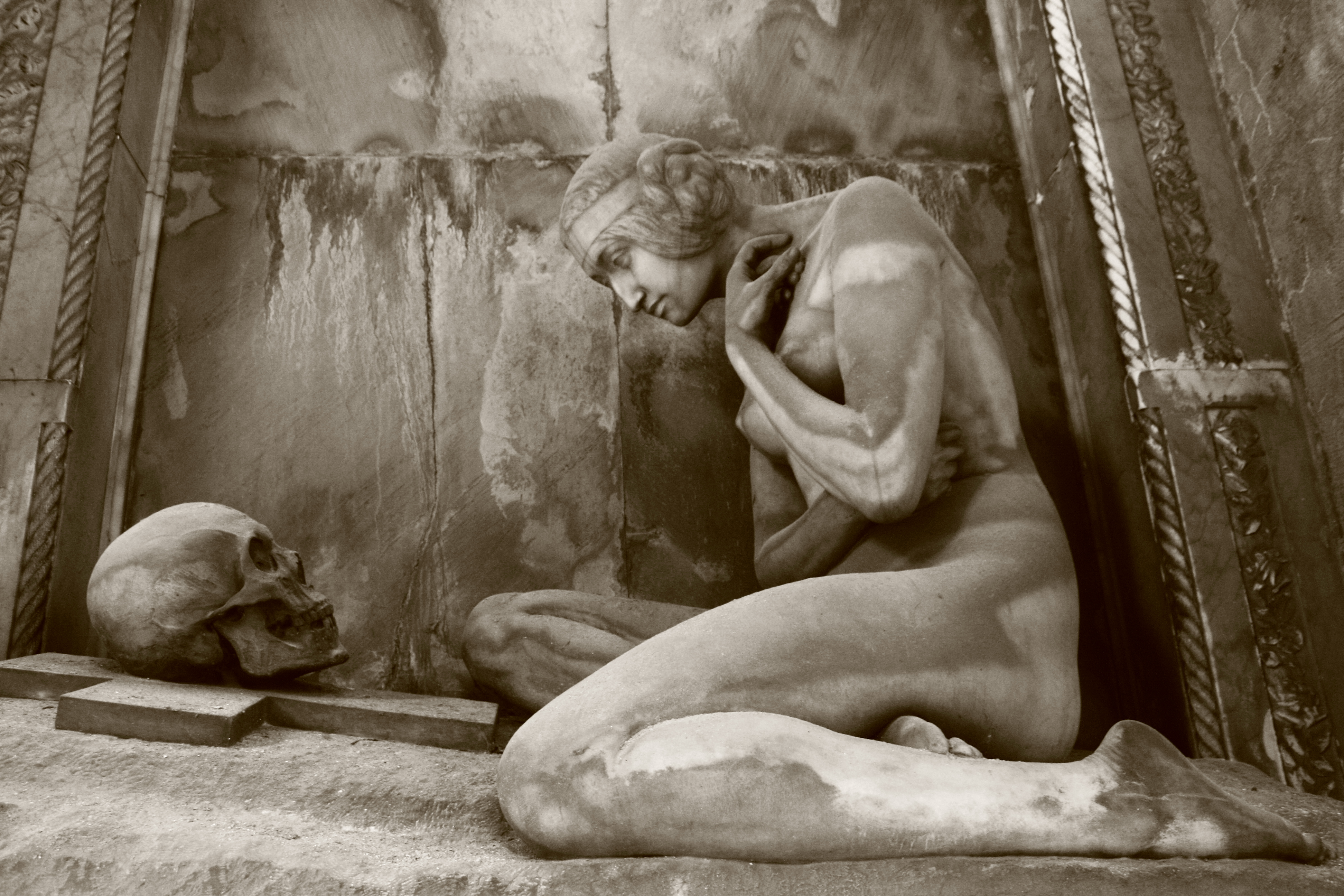
Demetrio Paernio, pomnik nagrobny Lavarella (1914)
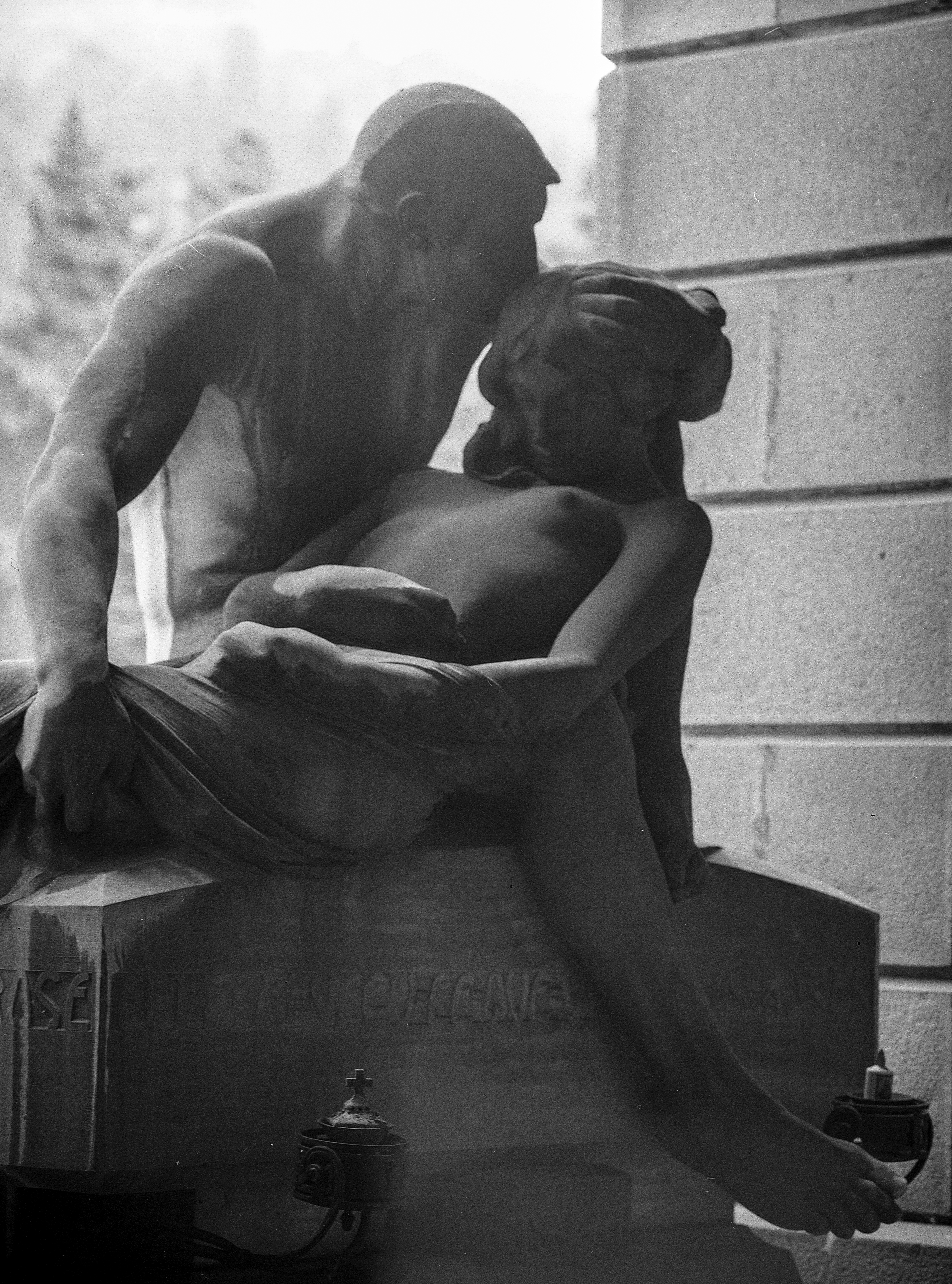
Luigi Orengo, pomnik nagrobny Delmasa (1909)

### Galeria półkolista (Sektor B)

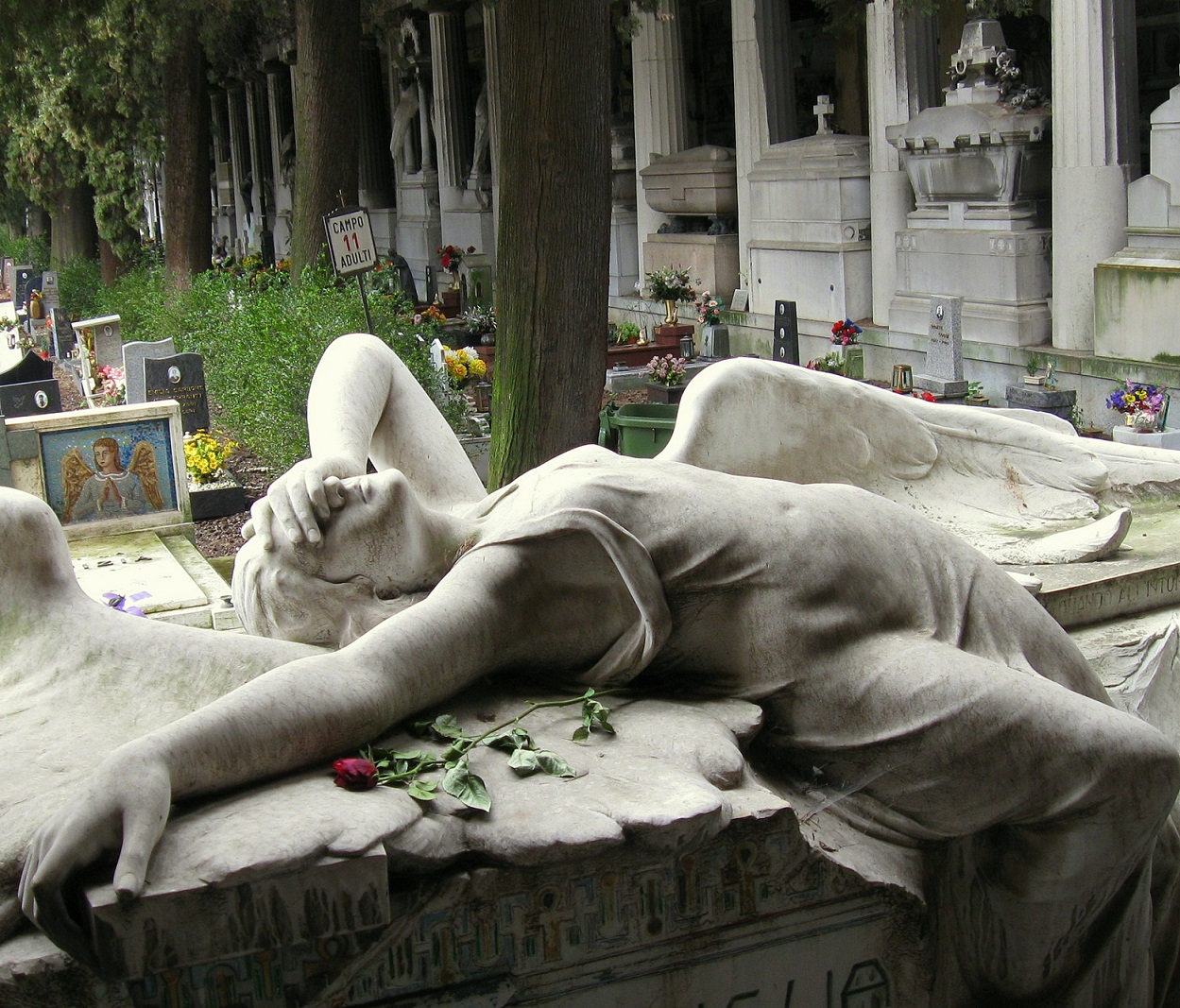
Onorato Toso, pomnik nagrobny Ribauda – Anioł ze złamanym sercem (1910)

Galeria półkolista (Portico Semicircolare) jest pierwszym rozszerzeniem pierwotnego cmentarza, który szybko okazał się niewystarczający dla potrzeb szybko rozwijającego się miasta. Projekt rozbudowy powierzono Giovanniemu Battiscie Resasco, który w 1868 roku zaproponował półkolistą galerię od północnego wschodu, przylegającą do pierwotnego cmentarza; podobna, symetryczna konstrukcja miała powstać po drugiej stronie. Projekt doczekał się tylko częściowej realizacji, gdy na początku lat 90. XIX wieku zbudowano od wschodu półkolistą galerię (za którą znalazła się druga galeria – kolumbarium) oraz galerię poprzeczną (Galleria Traversale). Teren ten wypełniły dzieła sztuki, odlegle od mieszczańskiego realizmu, dominującego na cmentarzu pierwotnym. Pojawiły się nowe style, takie jak symbolizm, secesja i Art déco, a wraz z nimi mniej lub bardziej zawoalowane kobiece postacie, wyrażające taką koncepcję śmierci, w której panuje zmysłowość i tajemniczość.
Do wyróżniających się grobów tej części należą:
- grób Ribauda, dłuta Onorata Tosa z 1910 roku, będący typowym przykładem kultury dekadenckiej i symbolizmu: przedstawia anioła, który leży na sarkofagu, pogrążony w rozpaczy w obliczu nieuchronności śmierci. Motyw ten został wykorzystany 70 lat później jako ilustracja jednej z wersji okładki wydanego w 1980 roku singla „Love Will Tear Us Apart” zespołu Joy Division[6].
- grób Caprile, wyrzeźbiony przez Edoarda De Albertisa w 1924 roku, przedstawia trzy postacie z białego marmuru, umieszczone na tle czarnego marmuru, połączone welonem podczas tańca, z którego emanuje uczucie graniczącego z bólem żalu za młodością[12].

### Cmentarz górny (Sektor D)

#### Część zachodnia

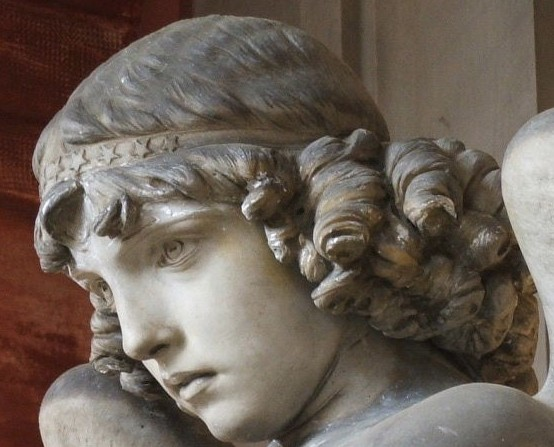
Giulio Monteverde, pomnik nagrobny rodziny Oneto – Anioł Zmartwychwstania (fragment)

Cmentarz górny znajduje się w obrębie galerii górnej (Porticato Superiore). Również pomniki tej części, podobnie jak w niektórych przypadkach cmentarza dolnego, należą do szczytowych osiągnięć XIX-wiecznego realizmu, cenionego przez Genueńczyków: każdy szczegół jest tu starannie opracowany, od odzieży do ustawienia postaci. Artyści porzucili schematy klasycyzmu na rzecz przedstawienia śmierci w jej rzeczywistej i surowej formie.
Wyróżniające się pomniki w części zachodniej to:
- nagrobek rodziny Pienovi, wyrzeźbiony przez Giovanniego Battistę Villę w 1879 roku. Rzeźba nagrobna jest typowym motywem pietas: mąż spoczywa na łożu śmierci, przykryty szczelnie prześcieradłem; żona unosi rąbek prześcieradła, aby móc po raz ostatni spojrzeć na zmarłego[16],
- położony nieopodal grób Dufoura, wykonany przez Santa Varniego między 1859 a 1865 rokiem, wyróżnia się pewnym detalem – artysta wybrał schemat renesansowy, umieszczając posąg zmarłego na sarkofagu, stojącym na udekorowanej podstawie, wewnątrz niszy w stylu XV-wiecznym. Jedynie strój zmarłego nawiązuje do jego czasów,
- następny jest grób Pinione Avanziniego, wyrzeźbiony przez Giuseppe Benettiego w 1867 roku. Martwa kobieta leży na XIX-wiecznym tapczanie, pod pofałdowaną narzutą, a jej twarz jest naznaczona przez choroby i długie cierpienie. Artysta przedstawił tu śmierć w oderwaniu od klasycznej koncepcji, akcentując jej surowość i dramatyzm. W ciągu najbliższych dwudziestu lat był to jeden z powtarzających się tematów, charakteryzujących tak zwany realizm mieszczański,
- Tego sam autor zrealizował w 1875 roku grób Gattiego. Przedstawił na nim dwie postacie we współczesnych strojach: wdowę, siedzącą boso na stopniach, pogrążoną w głębokim cierpieniu i drugą postać, stojącą i uosabiającą ból. Drzwi kaplicy symbolizują przejście od życia ziemskiego do wiecznego. Całość wieńczy scena przedstawiająca jedno z uzdrowień, dokonanych przez Jezusa Chrystusa,
- grób Isabelli i Luigiego Rolli, wyrzeźbiony przez Giovanniego Isolę w 1865 roku przedstawia kobietę, leżącą na sarkofagu w stylu renesansowym, ozdobionym motywami roślinnymi niemal. Kobieta, pogrążona jakby we śnie, wydaje się być pozaczasowa,
- grobowiec rodziny Bracelli Spinola, dłuta Santa Varniego z 1864 roku grób. W centrum kompozycji znajduje się sarkofag, ozdobiony z przodu płaskorzeźbą, przedstawiającą zmarłego w otoczeniu rodziców. Pomnik flankują dwie alegoryczne postacie: Snu Wiecznego, którego symbolami są korona z makówek na głowie i koło w ręku oraz Nadziei, trzymającej kotwicę i spoglądającej na Wiarę – trzecią postać, wieńczącą sarkofag,
- nieopodal znajduje się grób rodziny Carla Raggia, dzieło Augusta Rivalty z 1872 roku. Artyście udało się w realistyczny i atrakcyjny sposób przedstawić zbiorowy portret mieszczańskiej rodziny: pokój, zmarłego spoczywającego na łóżku, dwie kobiety i pięcioro dzieci, z których jedno siedzi na krześle. Jest to obraz hiperrealistyczny, w których dbałość o szczegóły związana jest nie tylko z wyposażeniem pomieszczenia i ubraniami, ale także z oddaniem doznań i uczuć doświadczanych przez bohaterów oraz ich wyglądu (ręce i twarze),
- kolejnym dziełem jest anioł na grobie rodziny Oneto, dłuta Giulia Monteverde z 1882 roku. Na stonowanym tle, który tworzy kontur sarkofagu i płaskorzeźba krzyża, umieszczony został anioł, w niemal zmysłowej pozie, z utkwionym w oddali wzrokiem, obwieszczając wyrok, bez znaku pocieszenia czy nadziei. Rzeźba wyraża wszystkie lęki, odczuwane pod koniec XIX stulecia w odniesieniu do życia, śmierci i niepewności egzystencji po tamtej stronie. Temat ten odniósł wielki sukces zarówno w Staglieno jak za granicą oraz po drugiej stronie Atlantyku, gdzie był powtarzany i opracowywany na nowo[17],

Przy końcu galerii znajdują dwa groby, z których jeden jest 20, a drugi 14 lat wcześniejszy od grobu Oneta; oba jednak pozwalają zrozumieć nowoczesność i nowość, wprowadzone przez Monteverde.
- grób Gambara, zrealizowany przez Giovanniego Battistę Cevasca w 1861 roku, przedstawiający rodzinę i zmarłego, ubrany w tunikę, w objęciach anioła, który pokazuje mu, że nadszedł czas, aby pójść do nieba i życia wiecznego.
- Grób Rivary natomiast, wyrzeźbiony przez Giovanniego Battistę Villę w 1896 roku, osadzony jest mocno w realizmie, który charakteryzował mieszczańską rzeźbę sepulkralną od końca lat 60. XIX wieku. Kompozycja nagrobna przedstawia zmarłego, leżącego na klasycznym, renesansowym sarkofagu, w otoczeniu członków rodziny, jednak bez mieszczańskiego wyposażenia (jak w wypadku grobu Raggia), ale za to z posągiem Maryi Pocieszycielki, wieńczącym całość[18].

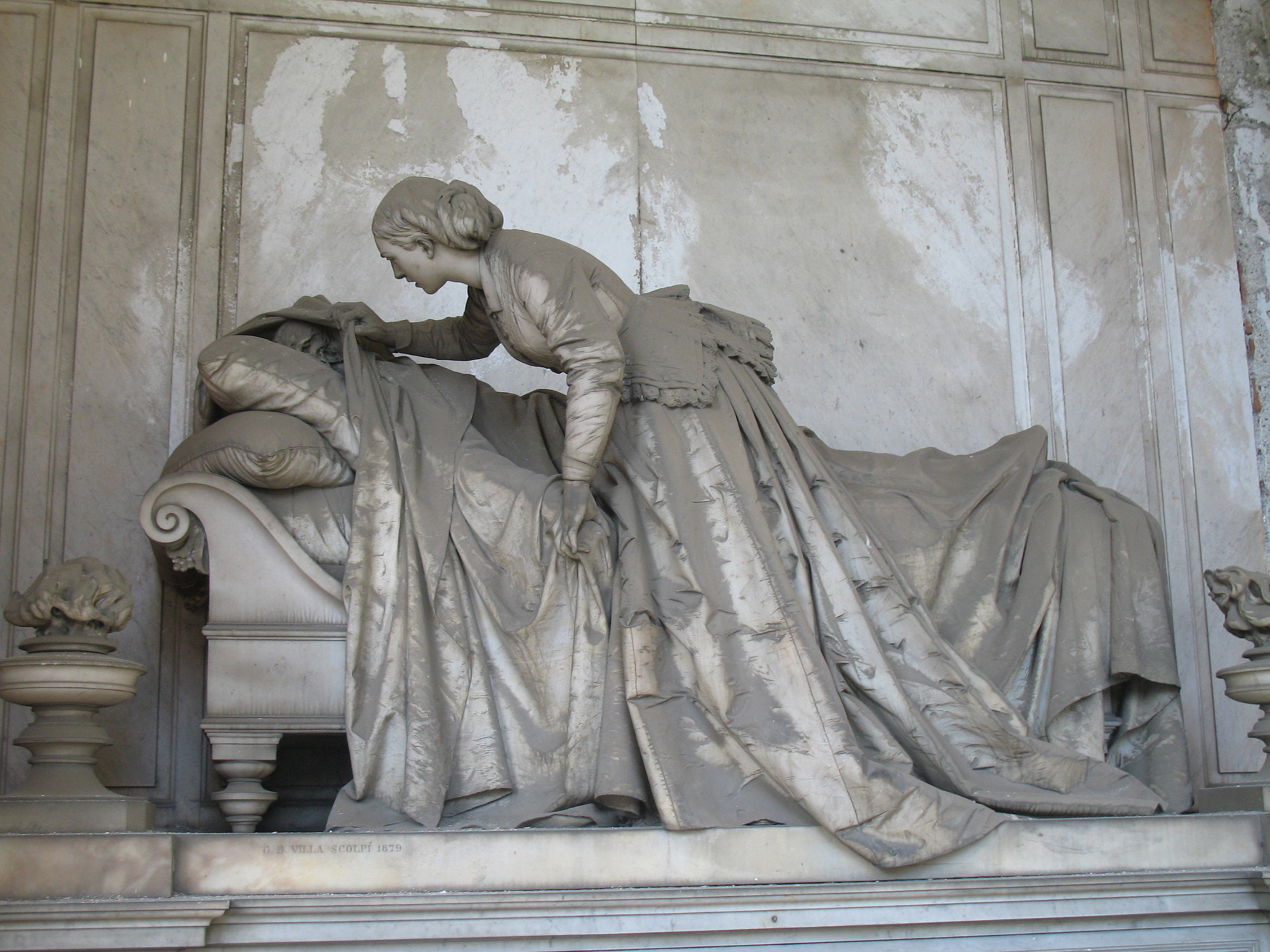
Giovanni Battista Villa, pomnik nagrobny rodziny Pienovi (1879)
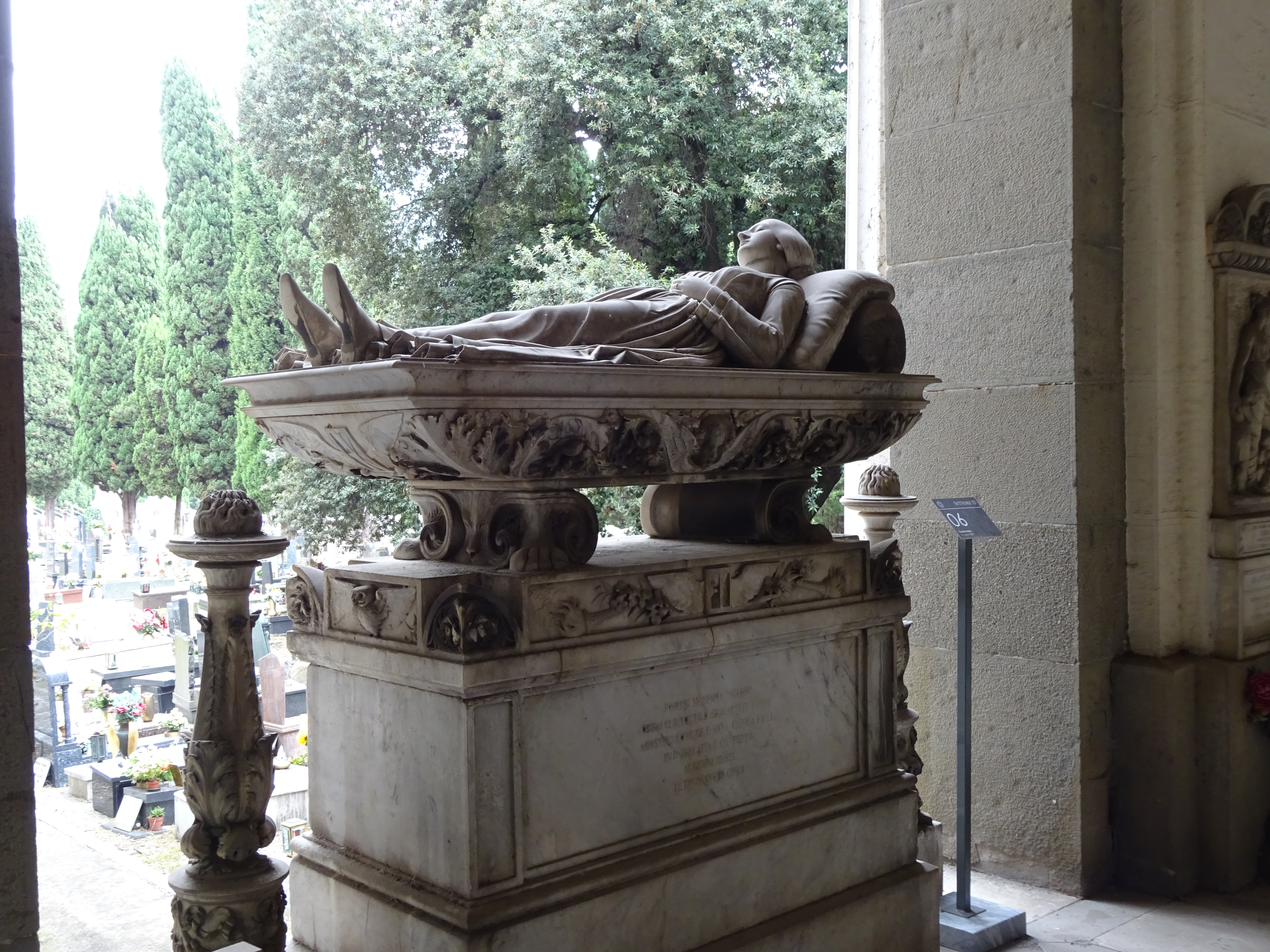
Giovanni Isola, pomnik nagrobny rodziny Rolla (1865)
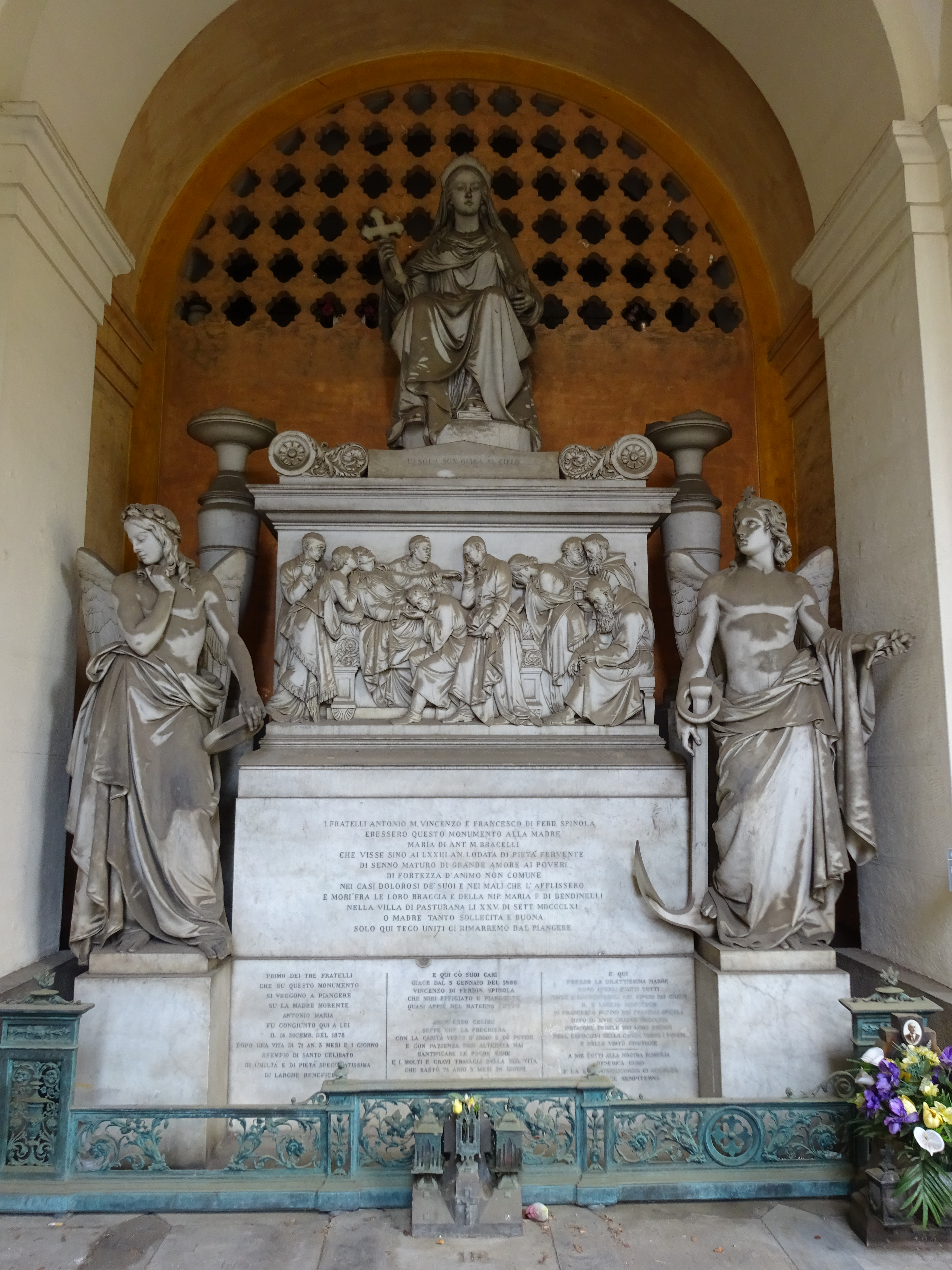
Santo Varni, pomnik nagrobny rodziny Bracelli Spinola (1864)
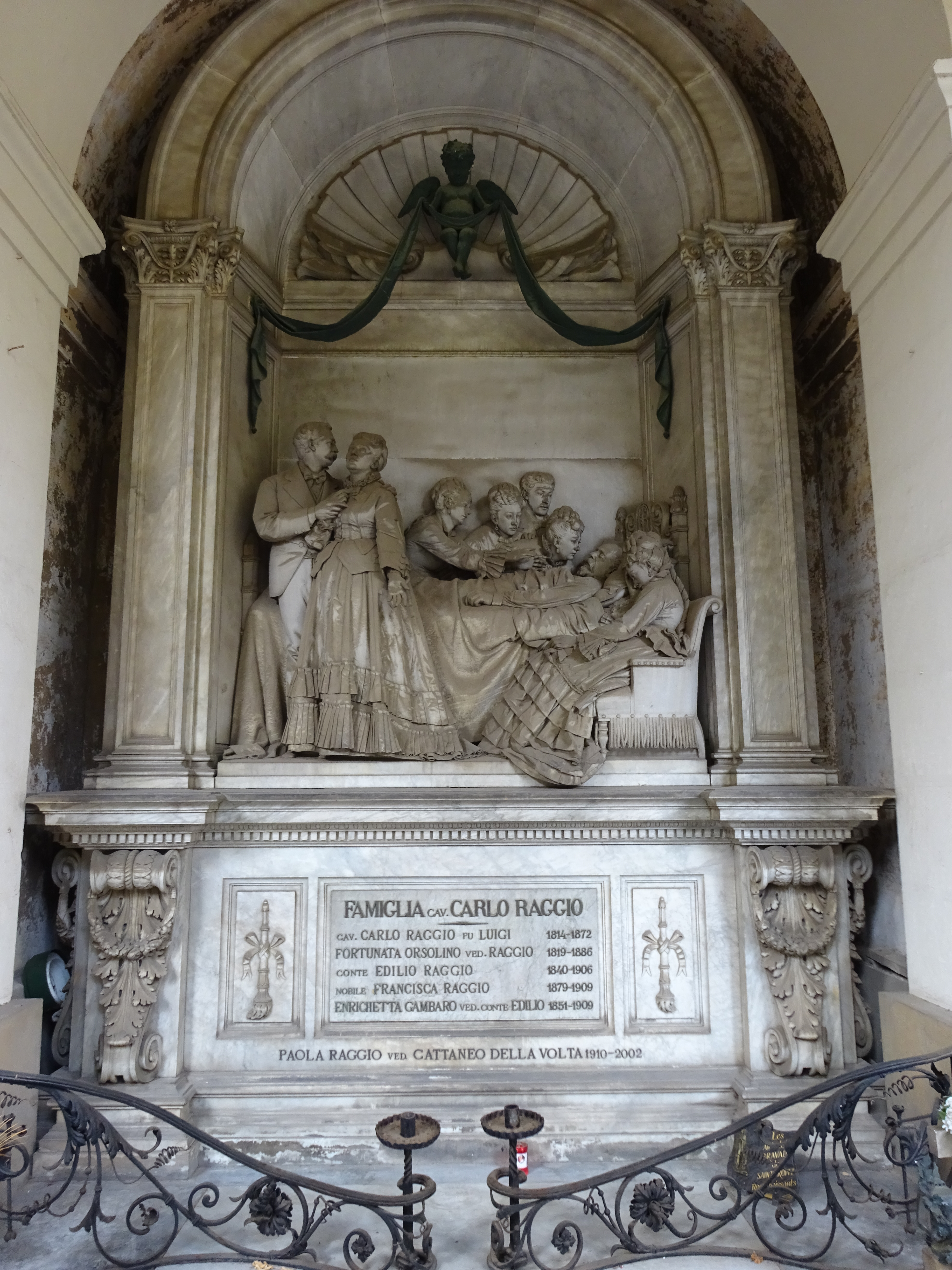
Augusto Rivalta, pomnik nagrobny rodziny Carla Raggia (1872)
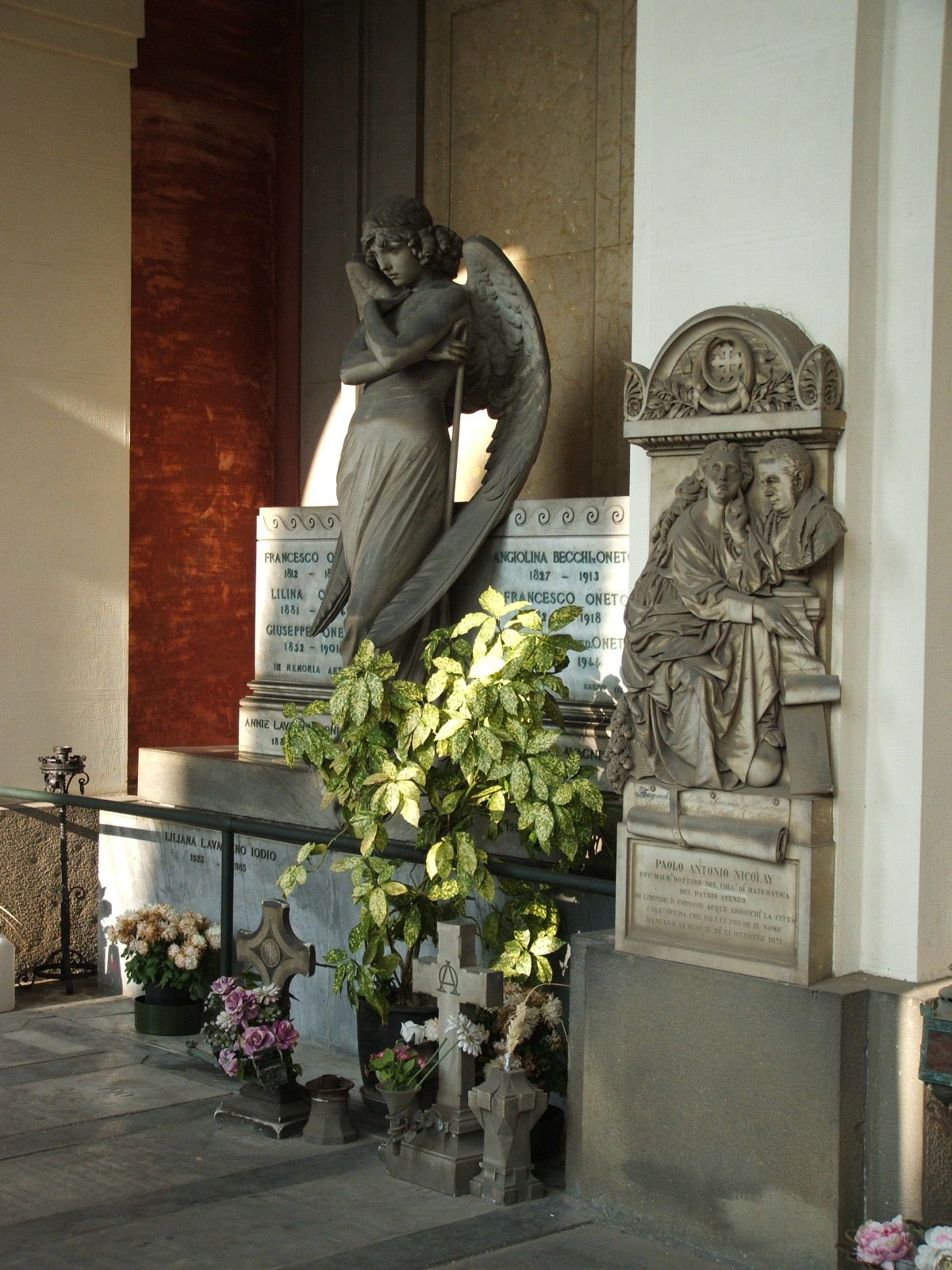
Giulio Monteverde, pomnik nagrobny rodziny Oneto (1882)
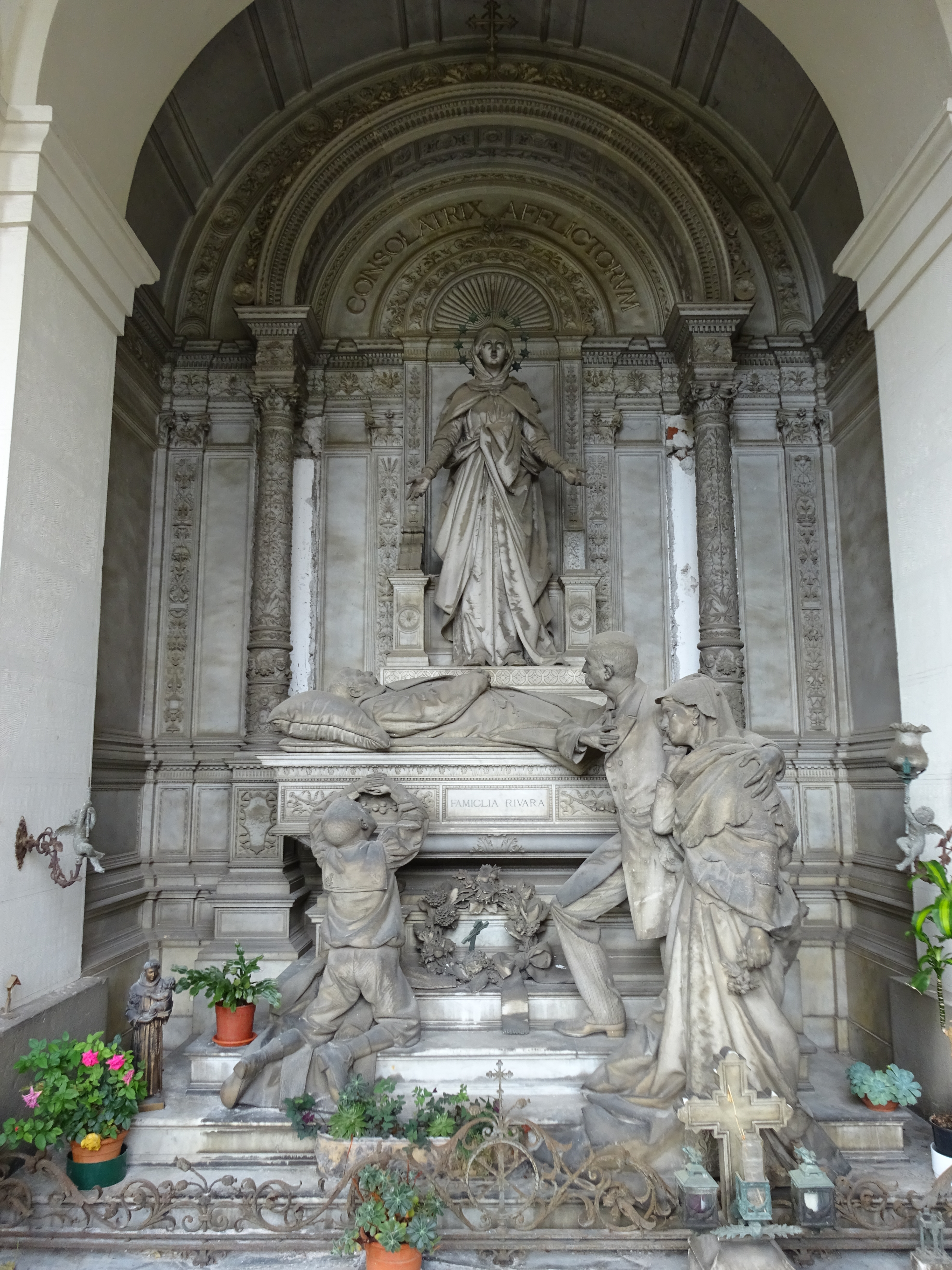
Giovanni Battista Villa, pomnik nagrobny rodziny Rivara (1896)

#### Część wschodnia
- grób Lavarella Anselmiego, wyrzeźbiony przez Luigiego Brizzolarę w 1926 roku i położony wśród cyprysów, przedstawia zmarłego otoczonego pogrążonymi w bólu postaciami, połączonymi niemal w jedną całość oraz, oddzielnie, dwie dziewczynki[19],
- grób rodziny Montarsolo przedstawia Chronosa rzucającego blok skalny na kaplicę, jakby w zamiarze zburzenia jej. Samą kaplicę wieńczy alegoria Cnoty[20],
- grobowiec rodziny Celle, wykonany z brązu przez Giulio Monteverde w roku 1893, cechuje wyrazistość przesłania: upiorna postać trzyma za nadgarstki młodą, bezsilną kobietę, usiłującą wyrwać się, co jednak uniemożliwia welon, spowijający obie postacie. Kompozycja, nawiązująca do danse macabre, stanowi alegorię życia, które próbuje bezskutecznie uciec śmierci,
- wyraziste przeciwieństwo tego grobu stanowi grób rodziny Lazzara Patrone, dłuta Santa Varniego z 1876 roku: przed kaplicą zwieńczoną sarkofagiem widnieją dwie alegorie: zrozpaczonej kobiety, siedzącej na schodach z dwójką dzieci i stojącego przed nią anioła, który gestem pełnym nadziei wskazuje na niebo, miejsce Życia Wiecznego,
- jeszcze większy kontrast z grobem Celle stanowi grób rodziny Rossi, zrealizowany przez Giuseppe Benettiego w 1878 roku według modelu pomnika nagrobnego Marii Krystyny Habsburg dłuta Antonia Canovy. Grobowiec ma kształt piramidy z drzwiami z brązu, przed którym młoda kobieta towarzyszy starszej, zmarłej. Z prawej strony siedzi anioł z melancholijnym wyrazem twarzy,
- w kącie galerii znajduje się grób Giuditty Varni (1873), żony rzeźbiarza Santa Varniego. Niewielka rozmiarami rzeźba, inspirowana jest grobem Giuseppe Paradisa Di Pietro (również autorstwa Varniego), wyrzeźbionego w 1865 roku i znajdującego się w części zachodniej: oba przedstawiają młodą dziewczynę z psem, symbolem Wierności,
- nagrobek Pallavicina, wyrzeźbiony przez Augusta Rivaltę w 1883 roku dla uczczenia szlacheckiej rodziny genueńskiej. Monumentalne dzieło stanowi połączenie architektury i rzeźby: drzwi kaplicy w XV-wiecznym stylu strzeże anioł, zaś na górze siedzi kobieta pogrążona w modlitwie. Kaplicę zdobią sowy (symbole śmierci), pędy roślin oraz herby rodowe,
- grób Ammiraty, dłuta Edoarda De Albertisa z 1917 roku przedstawia pochyloną kobietę, z włosami opadającymi na kolana. Pozycja kobiety oddaje jej uczucia,
- grób Ratty, dłuta Lorenza Orenga z 1890 roku, łączy w sobie realizm i klasycyzm przedstawiając zmarłego w stroju zawodowym (todze prawnika) w miejscu, oznaczonym symbolami życiu i śmierci (alfa i omega) oraz prawa (waga i tablice prawa). Społeczną rolę zmarłego jako dobroczyńcy symbolizują umieszczone na schodkach posągi biednych: kobiety i dziecka oraz anioła trzymającego tarczę z napisem „Sola nobilitas Virtus”[e]
- grób, wykonany dla rodziny Montanari przez Giovanniego Battistę Villę w 1888 roku, nawiązuje do grobu Pallavicina przez umieszczenie sceny w tle kaplicy w stylu XV-wiecznym, dedykowanej Krzyżowi Świętemu: kobieta wlewa olej do siedmioramiennego świecznika, który symbolizuje związek między chrześcijaństwem a judaizmem, a jego płomienie – wieczną pamięć o zmarłych[21].

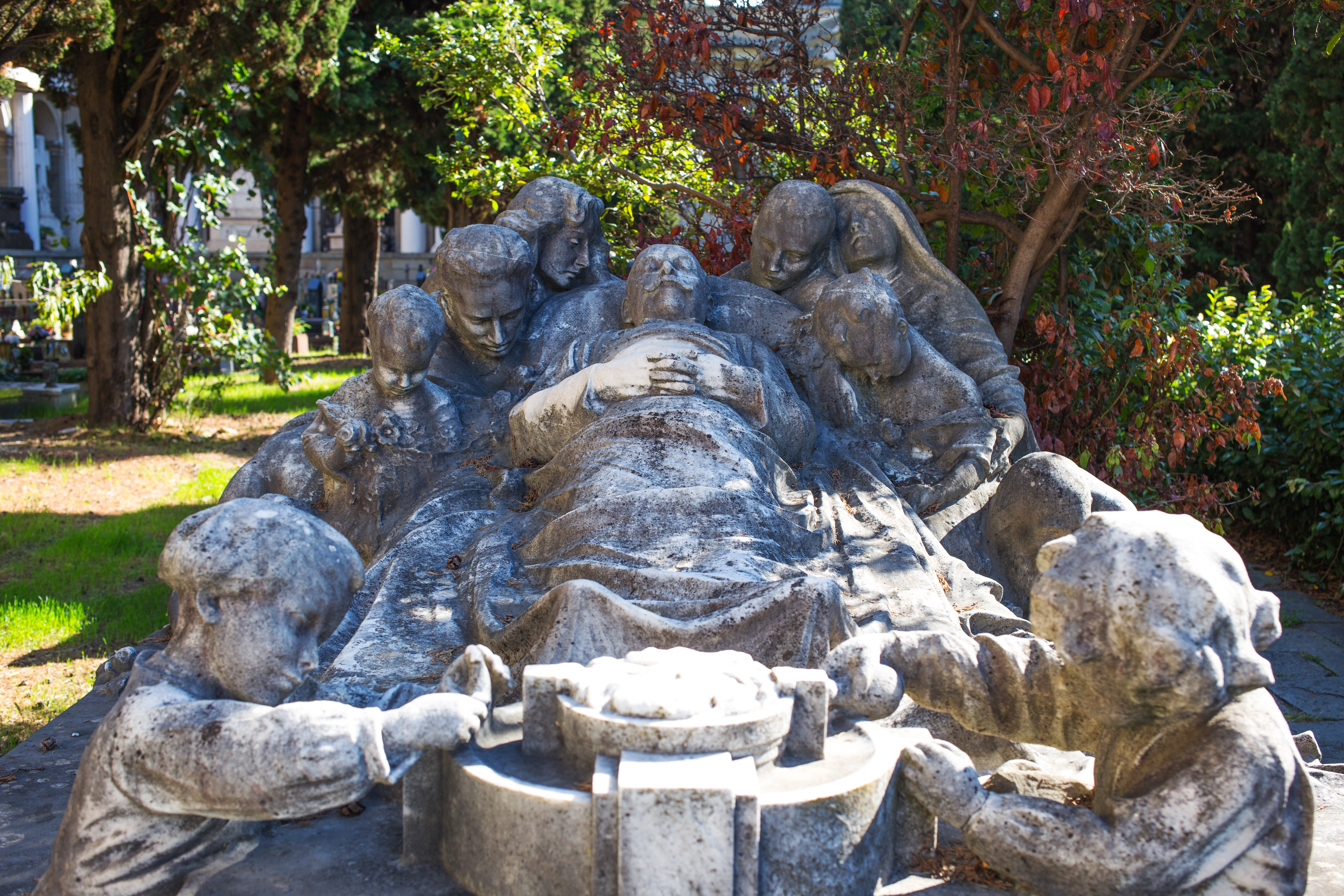
Luigi Brizzolara, pomnik nagrobny Lavarella Anselmiego (1926)
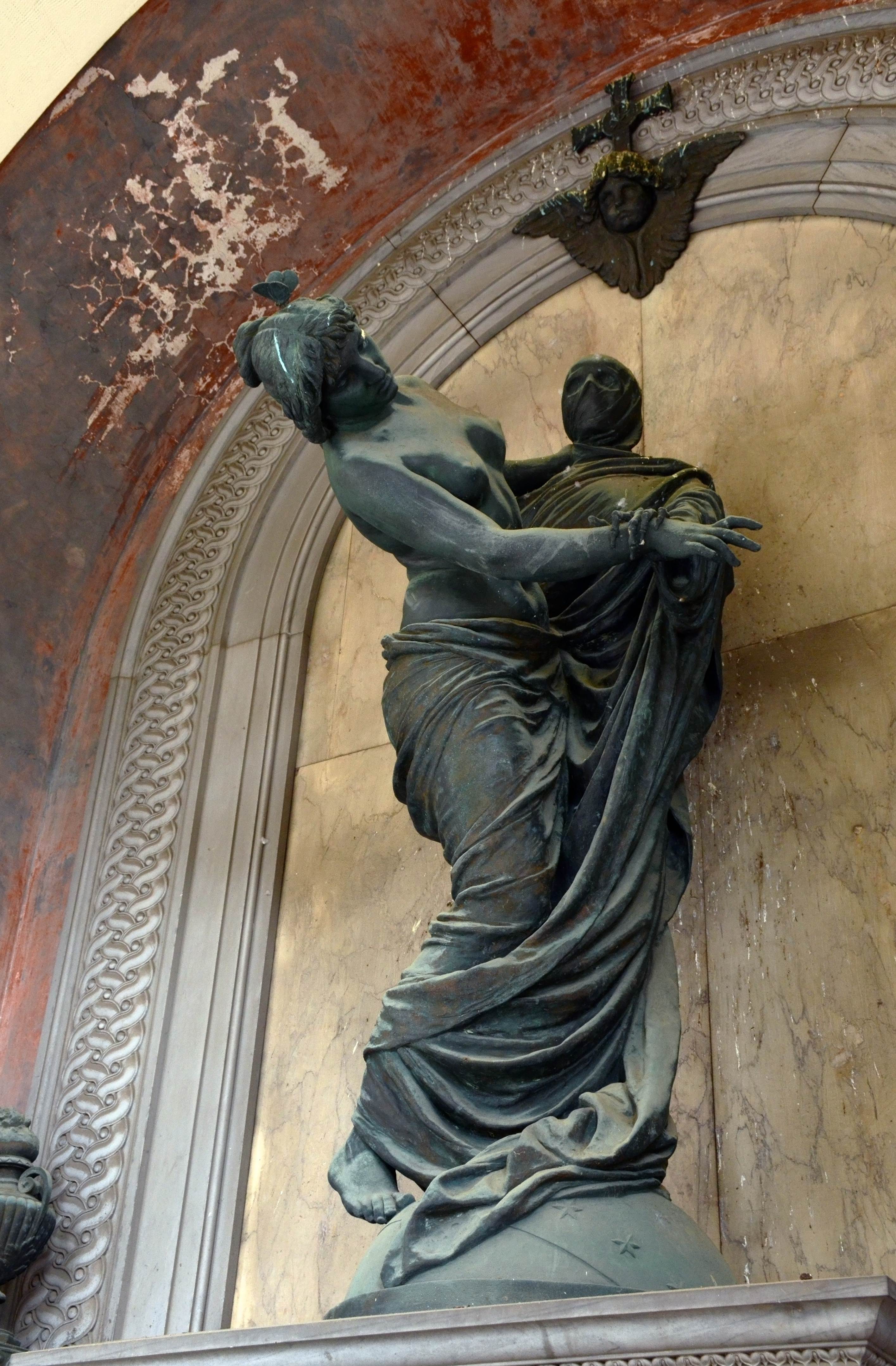
Giulio Monteverde, pomnik nagrobny rodziny Celle (1893)
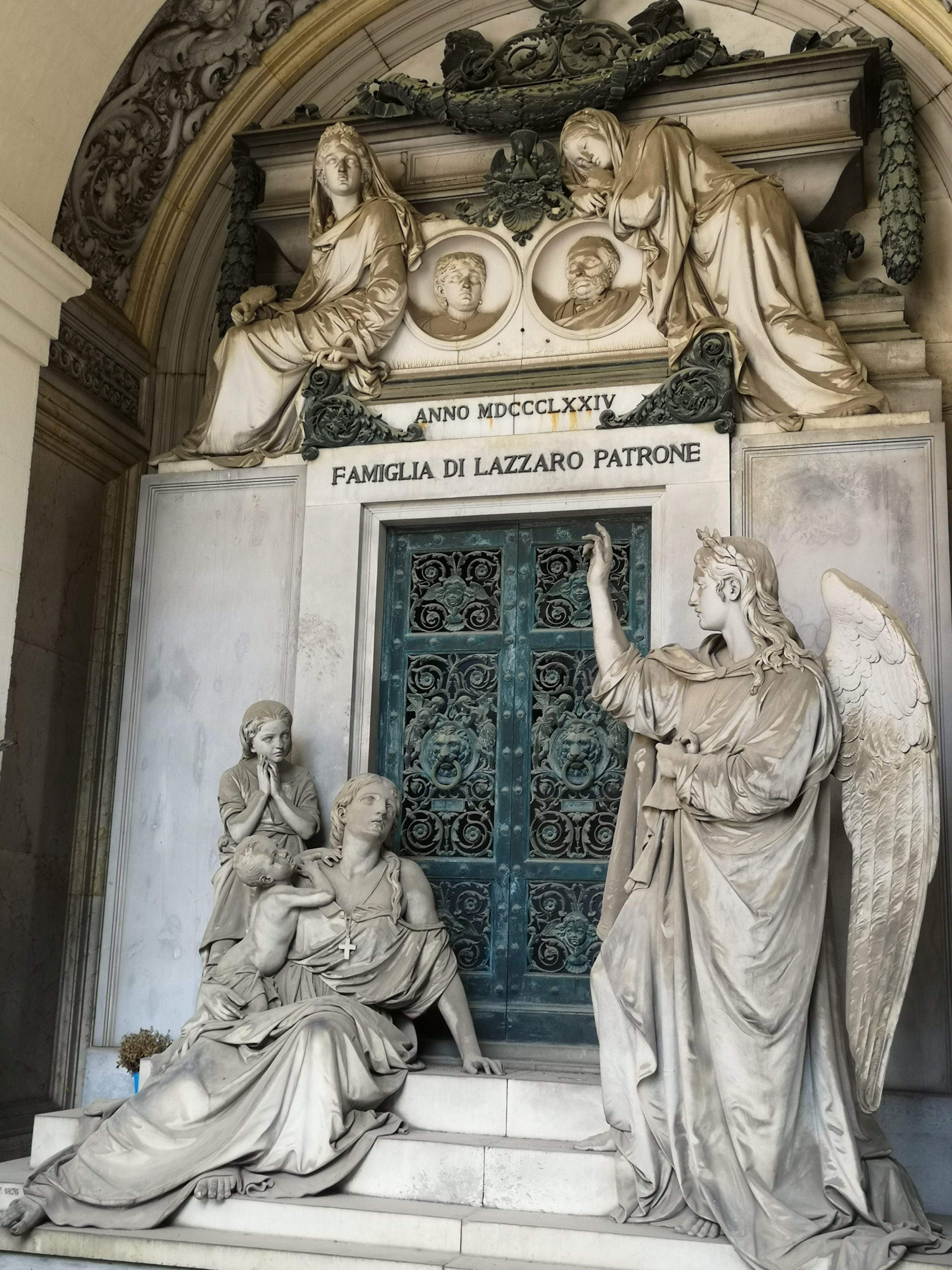
Santo Varni, pomnik nagrobny rodziny Lazzara Patrone (1876)
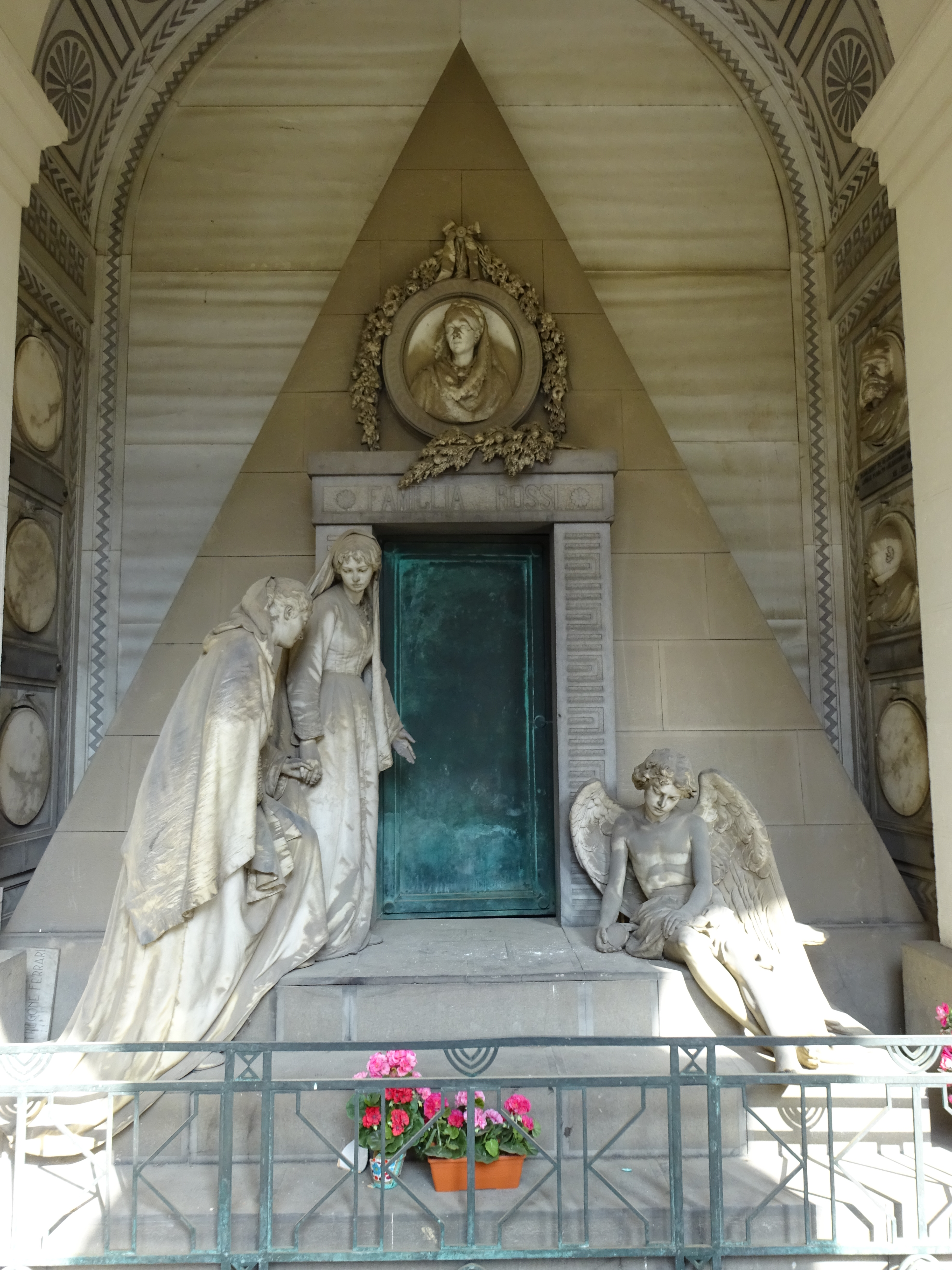
Giuseppe Benetti, pomnik nagrobny rodziny Rossi (1878)
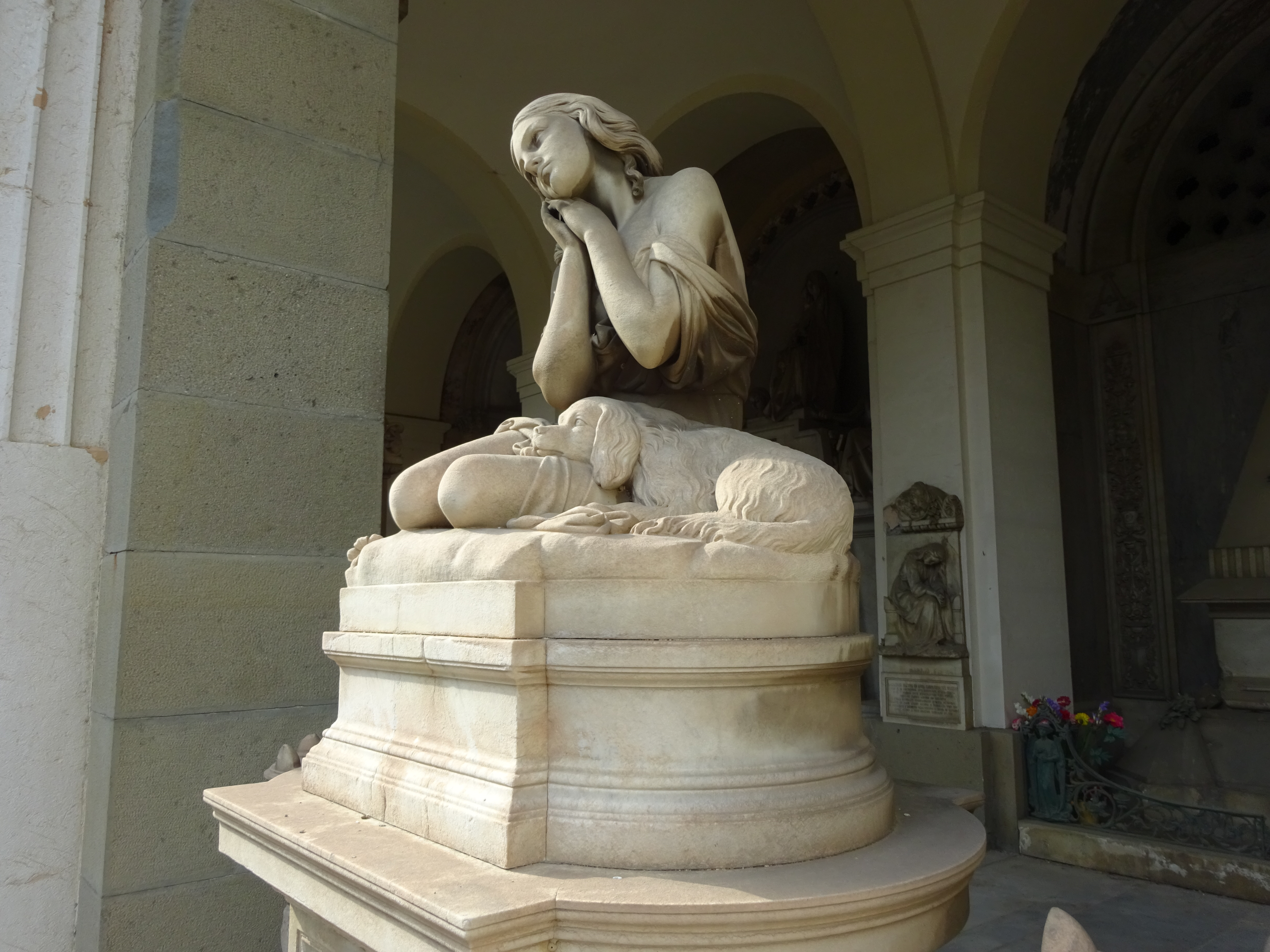
Santo Varni, pomnik nagrobny Giuditty Varni (1873)
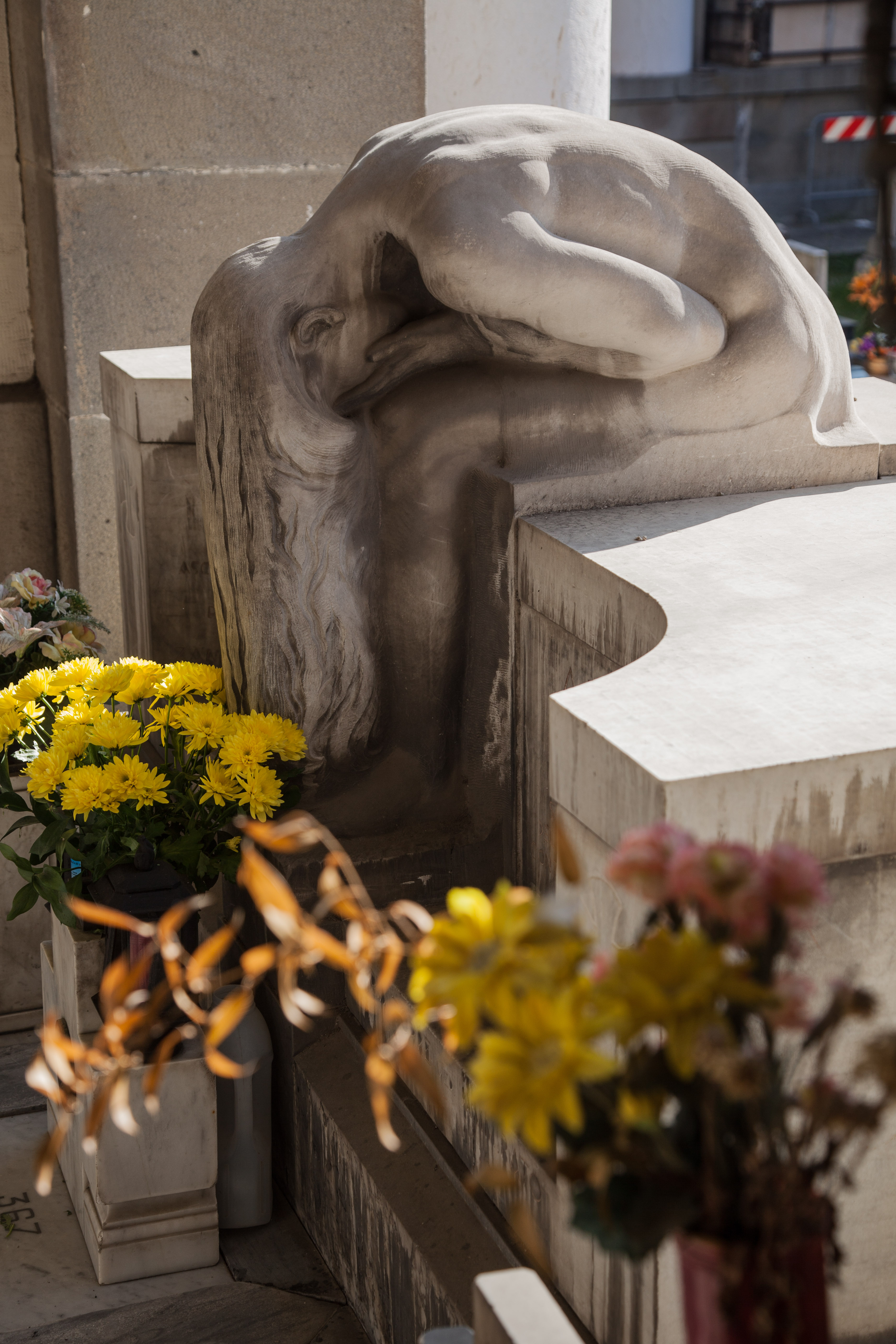
Pomnik nagrobny Ammiraty
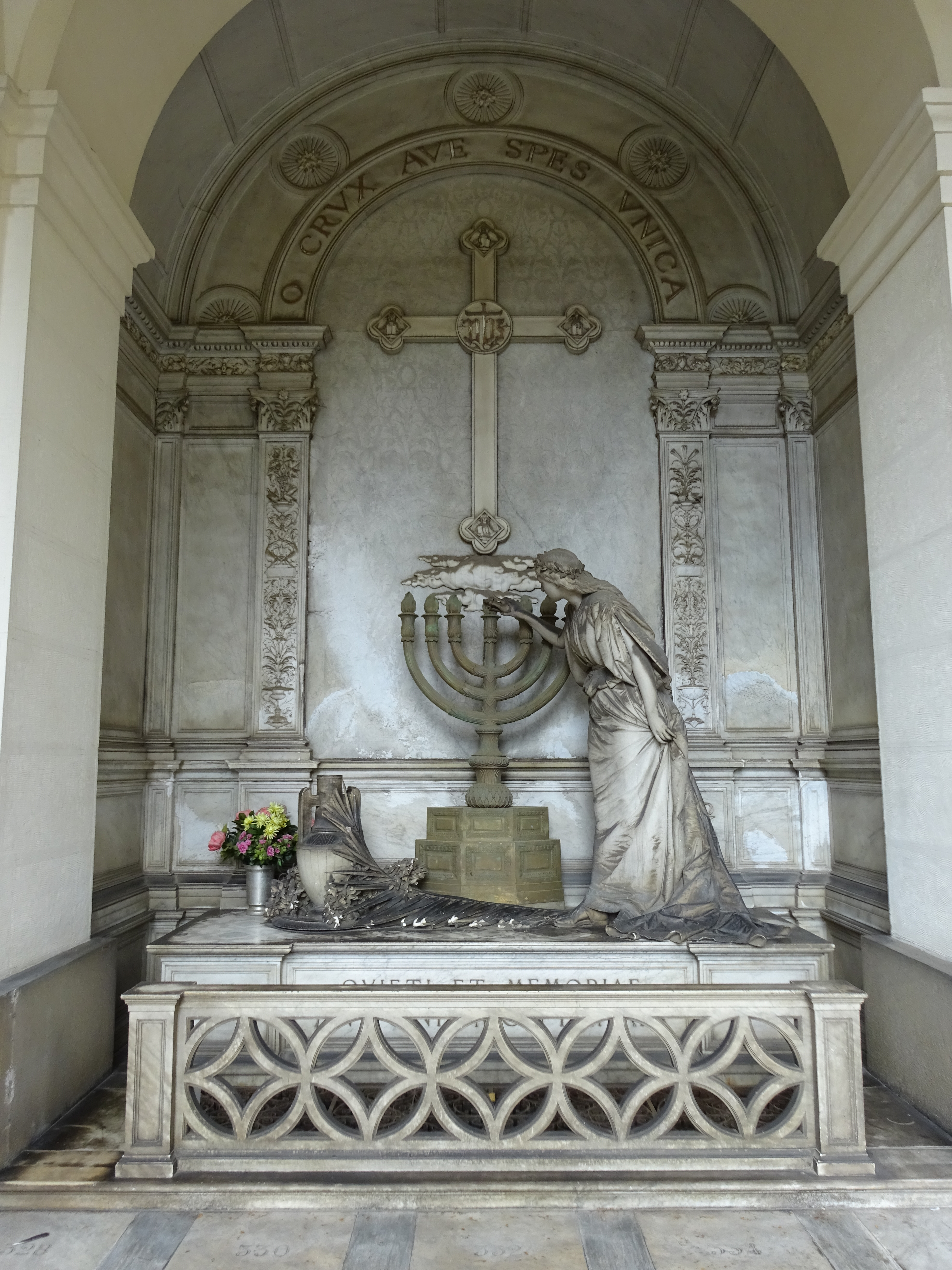
Giovanni Battista Villa, pomnik nagrobny rodziny Montanari (1888)

### Panteon (Sektor D)

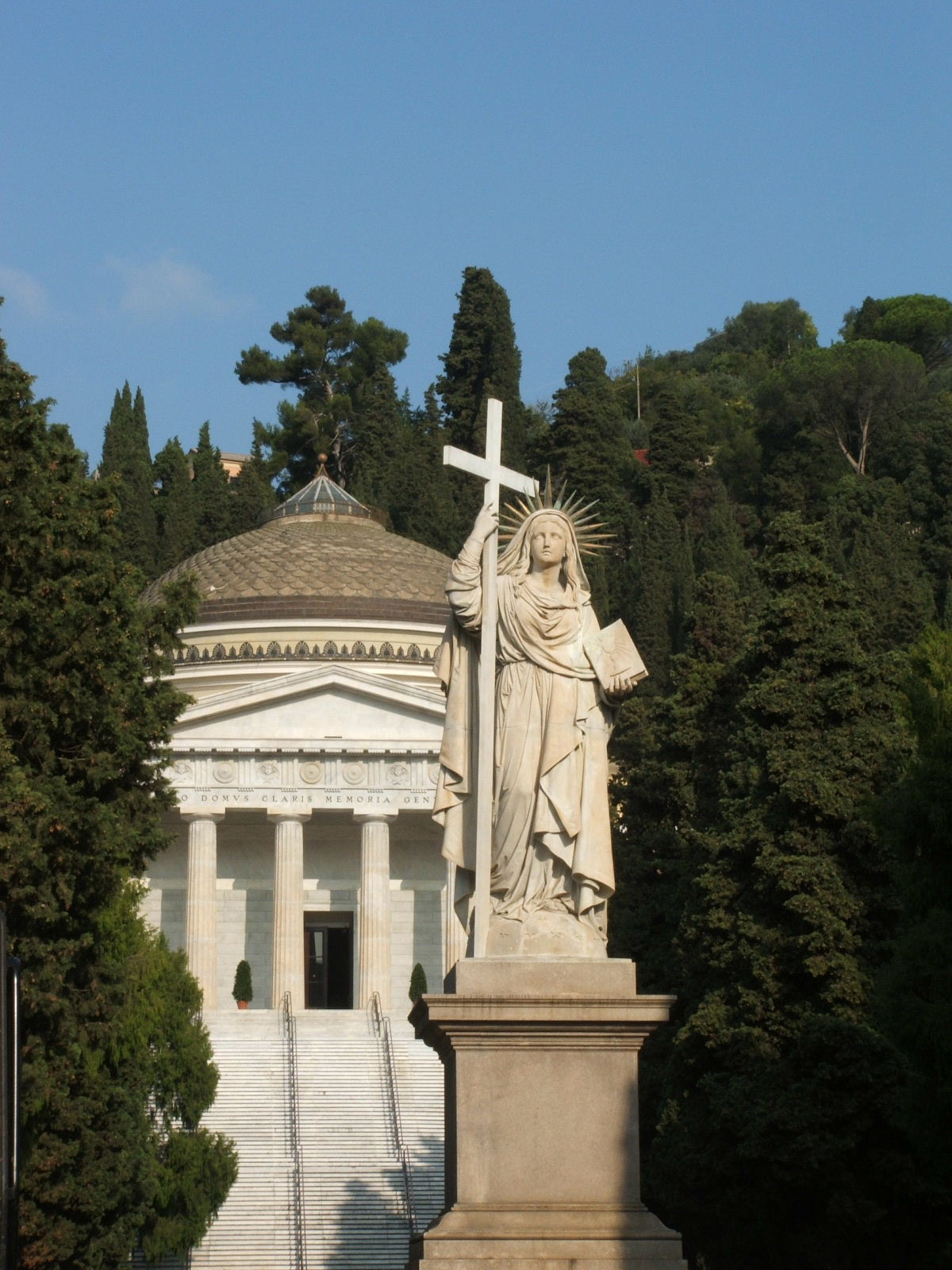
Posąg Wiary na tle Panteonu

#### Wygląd zewnętrzny
Pierwszą wersję Panteonu, w kształcie ostrosłupa, zaprojektował Carlo Barabino, a zmodyfikował Giovanni Battista Resasco inspirując się Panteonem w Rzymie. Obiekt miał powstać jako Cappella dei Suffragi (Kaplica Wstawiennictw). Projekt zakładał centralną pozycję Panteonu w strukturze cmentarza, usytuowaną pośrodku, naprzeciwko głównego wejścia, monumentalną, wystającą ponad galerie boczne. Choć plany zakładały zbudowanie Kaplicy Wstawiennictw razem z cmentarzem, to jednak trudności finansowe sprawiły, że prace budowlane rozpoczęto dopiero w 1860 roku. Budowę ukończono w 1878 roku, a 2 listopada tego samego roku arcybiskup Genui, Salvatore Magnasco, konsekrował i zainaugurował Kaplicę Wstawiennictw.

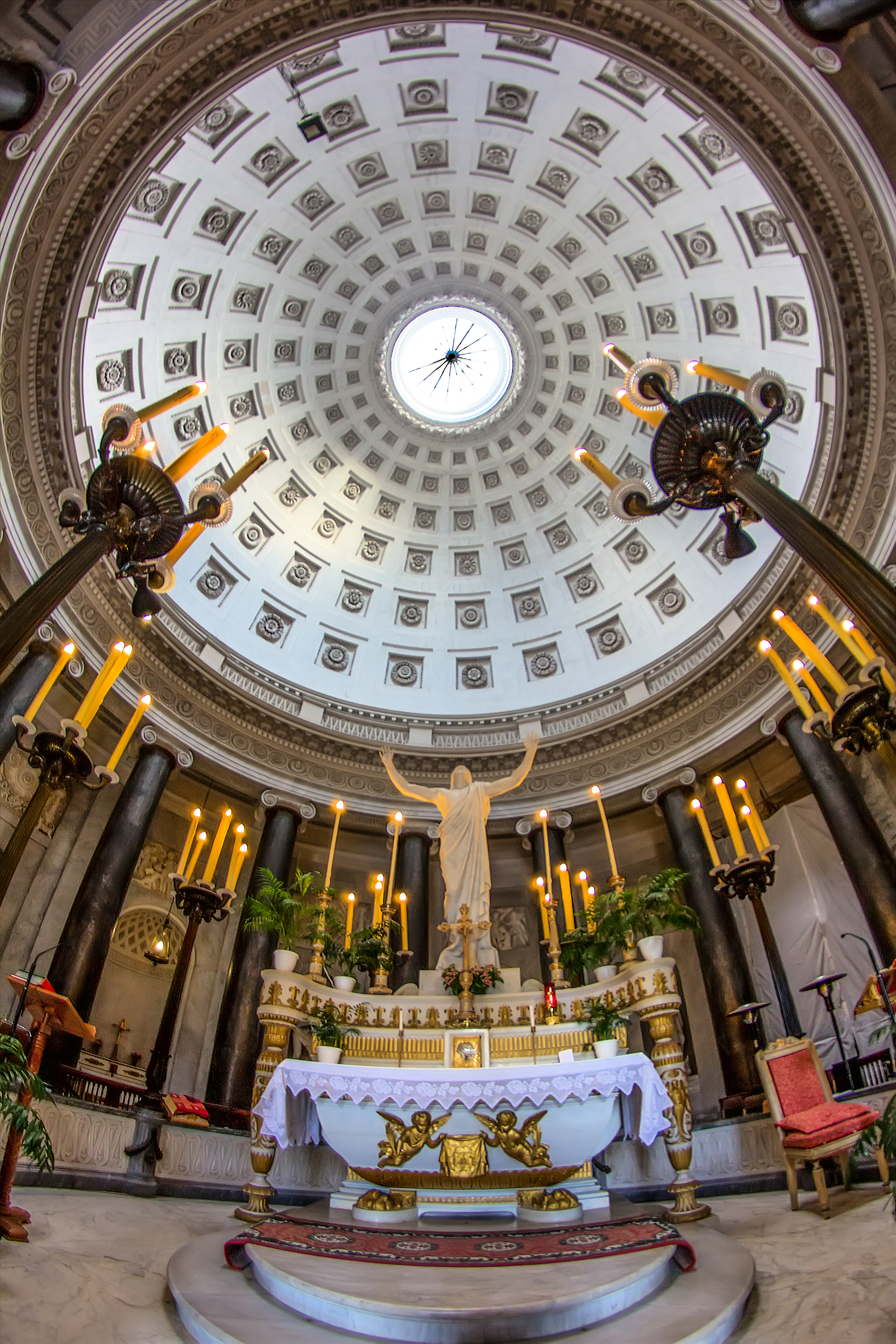
Wnętrze

Panteon jest świątynią zbiorowej pamięci Genueńczyków. Włodarze Gminy Genua postanowili przeznaczyć ją na miejsce pochówku osób zasłużonych, podobnie jak w wypadku Panteonu rzymskiego i Panteonu paryskiego, co podkreśla inskrypcja na architrawie, podtrzymywanym przez 6 doryckich kolumn z białego marmuru: „Deo domus claris memoria Genuensibus”). W 1925 roku Gmina Genua wyraziła zgodę na umieszczenie w Panteonie szkatuły z księga, zawierającą listę najbardziej znanych Genueńczyków, którzy zostali pochowani w Panteonie oraz wymogi, jakie trzeba spełnić, aby być pochowanym w tym przybytku. 
Z przedsionka rozciąga się widok na imponujące schody, posągi proroków Hioba i Jeremiasza oraz na położony poniżej cmentarz.

#### Wnętrze
Przez wielki portal z brązu prowadzi wejście do wnętrza budynku, zbudowanego na planie okręgu, pokrytego polichromowanym marmurem z szesnastoma kolumnami jońskimi z czarnego marmuru i przykrytego kopułą ozdobioną kasetonami z rozetami i gzymsami ze sztukaterii. Z zewnątrz widoczna jest posadzka z nagrobkami znanych osób: osobistości związanych z walką o zjednoczenie Włoch (Nino Bixio i Stefano Canzio), architektów (Carlo Barabino i Giovanni Battista Resasco), polityków (De Ferrari, Ricci i Bensa), pisarzy (Anton Giulio Barrili) i poetów (Edoardo Sanguineti). Wzdłuż ściany obwodowej umieszczone są cztery ołtarze, z których każdy flankują dwa posągi biblijne, wyrzeźbione przez różnych artystów w latach 1876–1878. Ołtarz główny, pod szklaną latarnią, otacza neoklasyczna balustrada z białego marmuru, która wspiera osiem wysokich świeczników z brązu. Nad nią góruje posąg Chrystusa Błogosławiącego, wyrzeźbiony w 1925 roku przez Francesca Messinę.

### Zachodnia część cmentarza (Sektor C)

#### Aleja Bohaterów Poległych na Wojnie
Przy zachodnim wejścia na cmentarz bierze swój początek Aleja Bohaterów Poległych na Wojnie (Viale agli Eroi Caduti in Guerra). Po skręceniu w lewo widoczne są liczne pomniki, ufundowane jako wyraz wdzięczności tym, którzy oddali życie za swój kraj. Rzeźby i tablice przypominają funkcjonariuszy Włoskich Sił Zbrojnych: Sił Powietrznych, policji (Polizia di Stato), Korpusu Straży Skarbowej (Guardia di Finanza), Karabinierów, Bersalierów, straży pożarnej (Corpo nazionale dei vigili del fuoco) i innych. dwa pomniki poświęcone zostały żołnierzom poległym w Rosji, w tym żołnierzom zaginionym. 

#### Galeria Montino

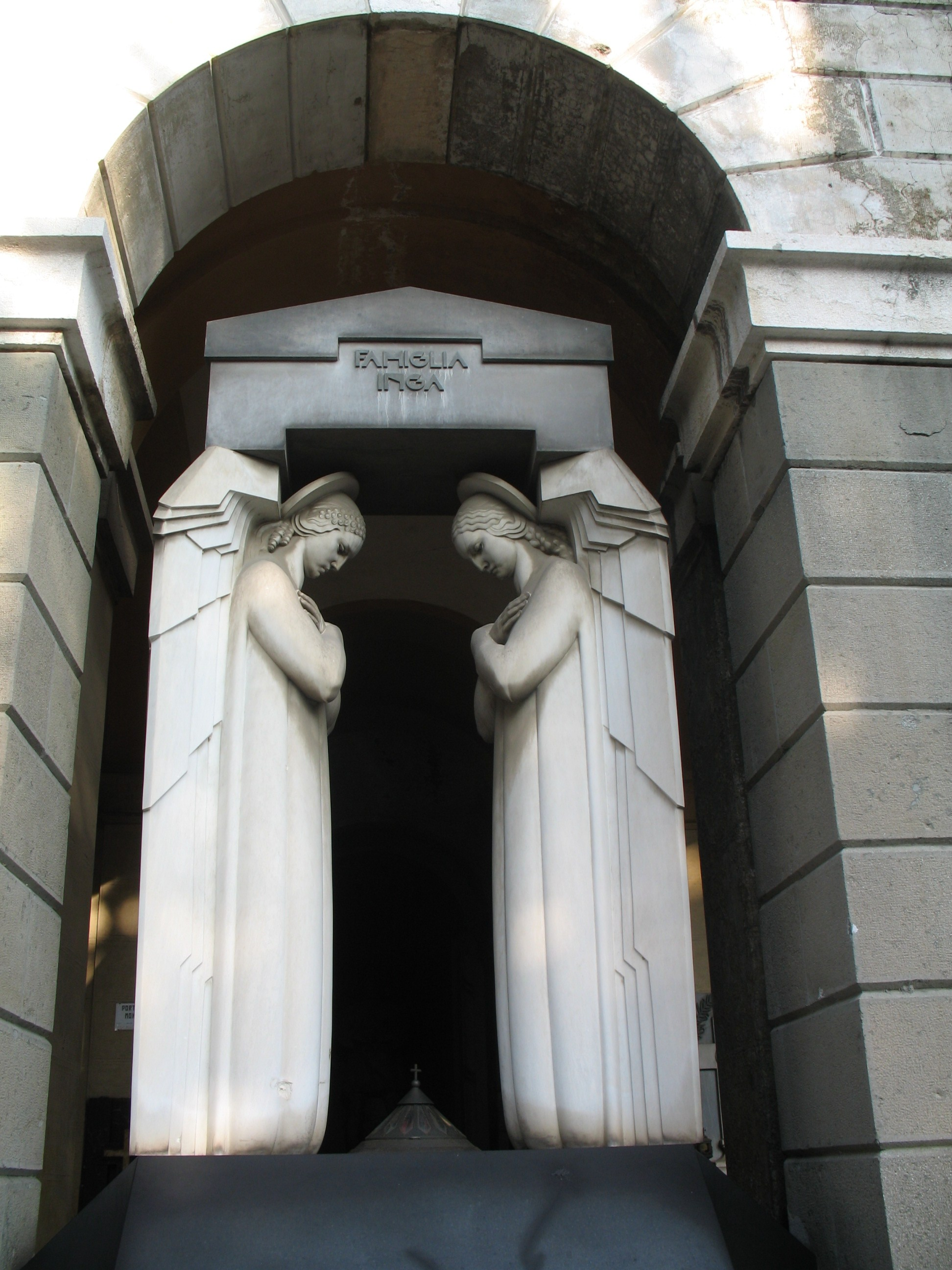
Luigi Venzano, Grób rodziny Inga (1933)

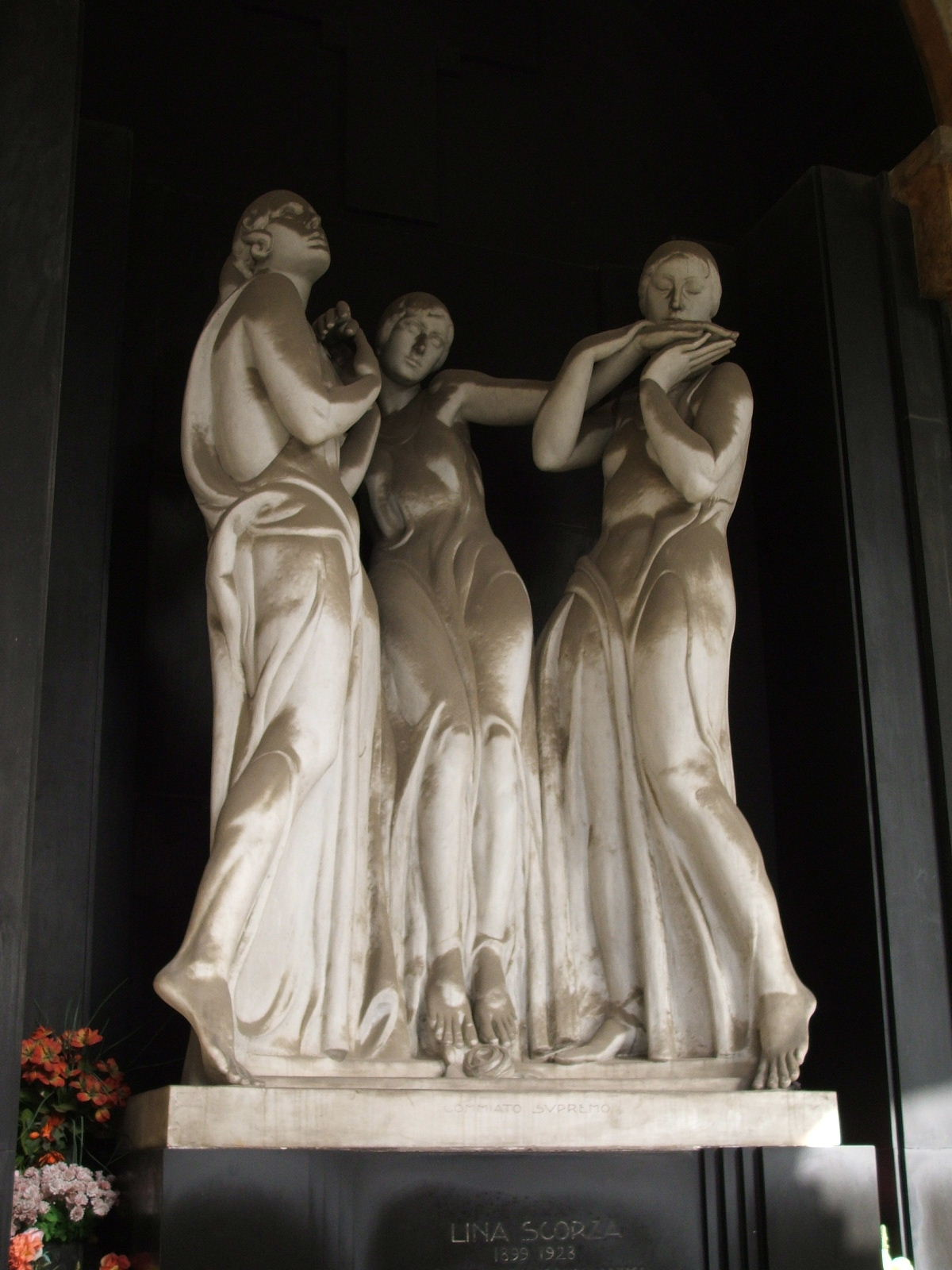
Edoardo De Albertis, Grób rodziny Scorza (1931)

Aleja Bohaterów Poległych na Wojnie prowadzi w kierunku Galerii Montino (Galleria Montino lub Porticato Montino), zbudowanej w pierwszych dekadach XX wieku jako przedłużenie pierwotnego cmentarza w kierunku zachodnim. Kwatery tej części zostały szybko wykupione i zabudowane przez rodziny powstającej klasy kupców i przedsiębiorców Genui. Pod arkadami znalazły się pomniki, z których jedne nawiązują swoją formą artystyczną do stylu z przeszłości, inne natomiast zwracają się w stronę nowoczesności, wlasciwej pierwszym dekadom XX wieku. Po prawej stronie znajduje się kilka grobów, surowych w formie; grób rodziny Inga tworzą dwóch statyczne posągi aniołów, stojących u podnóża czarnego sarkofagu. Typowe dla późnego Art déco są groby dłuta Edoarda De Albertisa: rodziny Scorza, z 1931 i rodziny Perani z 1927 roku. Typowy dla XX wieku jest grób Coppy dłuta Federica Bringiottiego z 1930 roku, zwracający uwagę użyciem bardzo różnych materiałów: surowego w wyrazie białego marmuru, z którego wykonano sarkofag i brązu, z którego odlano dwa posągi (jeden z nich to pogrążony w bólu anioł), opierające się o sarkofag. Front sarkofagu zdobi przedstawiająca pejzaż mozaika w jasnych kolorach: różowym, złotym i niebieskim. Po lewej stronie wyróżnia się grób Isolabelli dłuta Eugenia Baroniego (1930); artysta w przejmujący sposób przedstawił prawie zawieszone dziecko, któremu pomnik został dedykowany. Uroczysty i surowy w wymowie jest grób Hombergera z czarnego marmuru, przedstawiający organy. Kolejny grób, rodziny Dolcino (Gaggero, 1918), przedstawiający posąg Wiary, wyróżnia się połączeniem tradycji klasycznej ze szkołą Santa Varniego. Grób Ivaldiego natomiast utrzymany jest w stylu secesyjnym: przedstawia kobietę, osłoniętą welonem, pozostawiającym w sferze domysłów jej zmysłowe kształty; kobieta, otoczona przez panny żałobne, wyciąga ręce do nieba. Pod centralnym łukiem galerii rozpoczyna się Aleja Dolna Veilino (Viale Inferiore Veilino); Na jej początku, po lewej stronie, nieco w ukryciu, znajduje się kaplica rodzinna De André, a niej grób genueńskiego barda i poety, Fabrizia De André, zmarłego w 1999 roku. Grób jest miejscem pielgrzymek rzesz jego wielbicieli. Na fakt pochówku artysty wskazuje gitara, obecna we wnętrzu kaplicy.

#### Galeria Sant’Antonino
Przecinający cmentarz historyczny akwedukt jest konstrukcją, która powstała około 2 tysięcy lat temu, w czasach, kiedy Rzymianie wybudowali pierwsze drogi wodne, mające za zadanie doprowadzenie wody z Val Bisagno do nabrzeży Starego Portu. Przez wieki budowla ta była modyfikowana i rozbudowywana, wykraczając poza granice miasta. Część, która jest dziś widoczna w obrębie cmentarza na Staglieno, jest najbardziej imponująca i najlepiej zachowana: most ma 380 m długości, a jego część centralna spoczywa na dziewięciu ceglanych arkadach, wspartych na kamiennych filarach. Budowla ta została zrealizowana w latach 1837–1840, jeszcze przed projektem cmentarza, w oparciu o pomysł tych samych projektantów: Carla Barabina i Giovanniego Battisty Resasco, którzy, wykorzystując zasadę naczyń połączonych, zdołali przerzucić wodociąg przez głęboki wąwóz, biegnący pomiędzy wzgórzami.

Aleja Dolna Veilino prowadzi spod Galerii Montino na północ, w kierunku cmentarzy innych wyznań. Przechodzi ona pod arkadami starożytnego wodociągu. Po jej lewej stronie bierze swój początek droga boczna, która prowadzi do Galerii św. Antonina (Porticato Sant’Antonino). Galeria ta, zaprojektowana przez architekta Michele Fenatiego, jest ostatnim, monumentalnym rozszerzeniem cmentarza w Staglieno. Prace przy niej rozpoczęto w 1937 roku, a oddano do użytku dopiero w 1955 roku. Całe założenie cechuje przestrzenność i świetlistość, co wyraźnie odróżnia je od innych galerii: duże arkady i pomniki, znajdujące się tutaj, charakteryzują się bardziej stonowanym stylem, jest tu również znacznie więcej dekoracji o charakterze religijnym, w odróżnieniu od alegorycznych lub realistycznych rzeźb zleceniodawców na pierwotnym cmentarzu. Jednym z najczęściej powtarzających się posągów jest Chrystus. Wyróżnia się grób Biboliniego z łupków i brązu (A. Barabino, 1947), grób Peschiery z łupków i marmuru (G. Galletti, 1957) oraz grób Contiego z zielonego marmuru i granitu (L. Garaventa, 1963). W centrum półkolistej galerii znajduje się grób jednego z największych aktorów dialektalnych XX wieku, Gilberta Goviego, który zlecił wykonanie swojego pomnika rzeźbiarzowi Guidonowi Gallettiemu w 1963 roku. Na sarkofagu z czarnego marmuru znalazły się symbole teatru: maski z komedii i tragedii greckiej.

### Cmentarz żydowski
Idea cmentarza żydowskiego na Staglieno powstała już przy okazji pierwotnego projektu nekropolii. Wcześniej, przez kilka stuleci Żydzi mieli swój własny cmentarz: do 1705 roku w okolicach Portello, następnie, przez około stulecie, w Castelletto i od 1886 roku w obecnym miejscu, co upamiętnia stosowna płyta nagrobna. Na ścianach zadaszonego wejścia, zbudowanego w stylu orientalnym, znajdują się trzy duże marmurowe płyty kommemoracyjne, przypominające o Żydach deportowanych przez nazistów i zmarłych w Niemczech. Cmentarz ma wygląd otoczonego murem ogrodu. Proste artystycznie groby, z inskrypcjami w języku hebrajskim i włoskim, pochodzące przeważnie z przełomu XIX i XX wieku, pokryte są spontaniczną roślinnością.

### Cmentarz angielski
Pod koniec XIX wieku konieczne stało się przeniesienie do Staglieno niektórych cmentarzy, które należały do innych wyznań, rozrzuconych po mieście, ponieważ stały one na przeszkodzie zakrojonej na szeroką skalę ekspansji Genui. Ze względu na budowę Via Corsica w latach 80. XIX wieku przeniesiono do Staglieno cmentarz żydowski i cmentarz protestancki. Oba miały kaplice pogrzebowe, a na cmentarzu protestanckim znajdowały się także znaczące rzeźby. Po prawej stronie starego cmentarza żydowskiego biegnie droga, Viale Protestanti, prowadząca od Galerii Montino do cmentarza protestanckiego. Z Viale dei Protestanti długie schody prowadzą do cmentarza angielskiego (Cimitero degli Inglesi). Znajduje się na nim kilka nagrobków pochodzących z poprzedniego angielskiego cmentarza, który znajdował się w dzielnicy San Benigno. Cmentarz angielski został zbudowany w 1902 roku według projektu Gina Coppedé, autora grobu Dawidona na szczycie schodów. Położony na zboczu wzgórza cmentarz podzielony jest na sześć tarasów. Na pierwszym znajdują się najstarsze groby, przeniesione tu z cmentarza, położonego u bram miasta, przy dzielnicy Sampierdarena. Na trzecim i czwartym tarasie znajdują się groby brytyjskich żołnierzy, którzy polegli w Genui w czasie I wojny światowej, natomiast na szóstym – polegli, którzy podczas II wojny światowej przyczynili się do wyzwolenia Włoch spod okupacji niemieckiej.

### Cmentarz Protestancki (Sektor F)

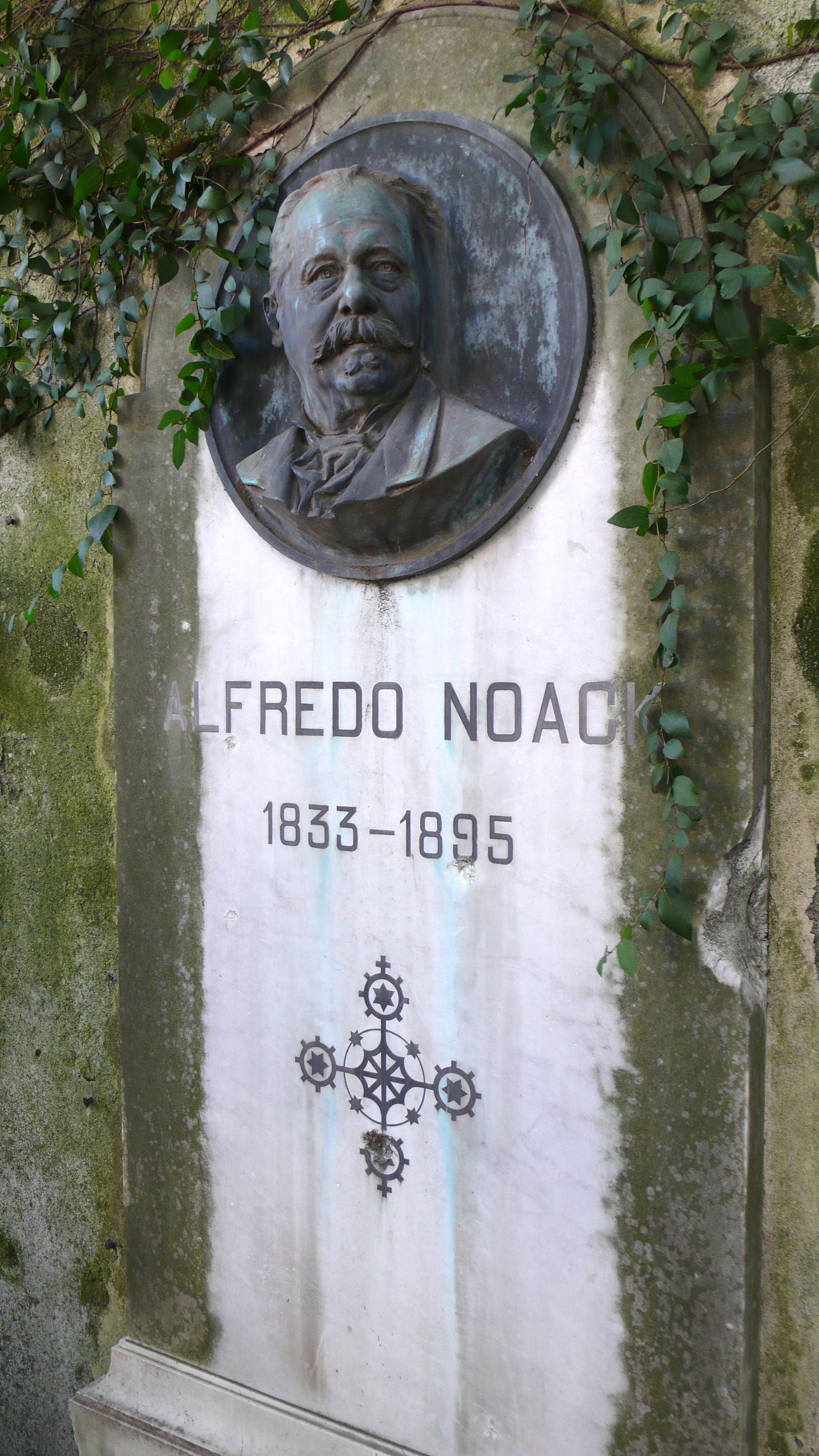
Giuseppe Navone, pomnik nagrobny Alfreda Noacka (1896)

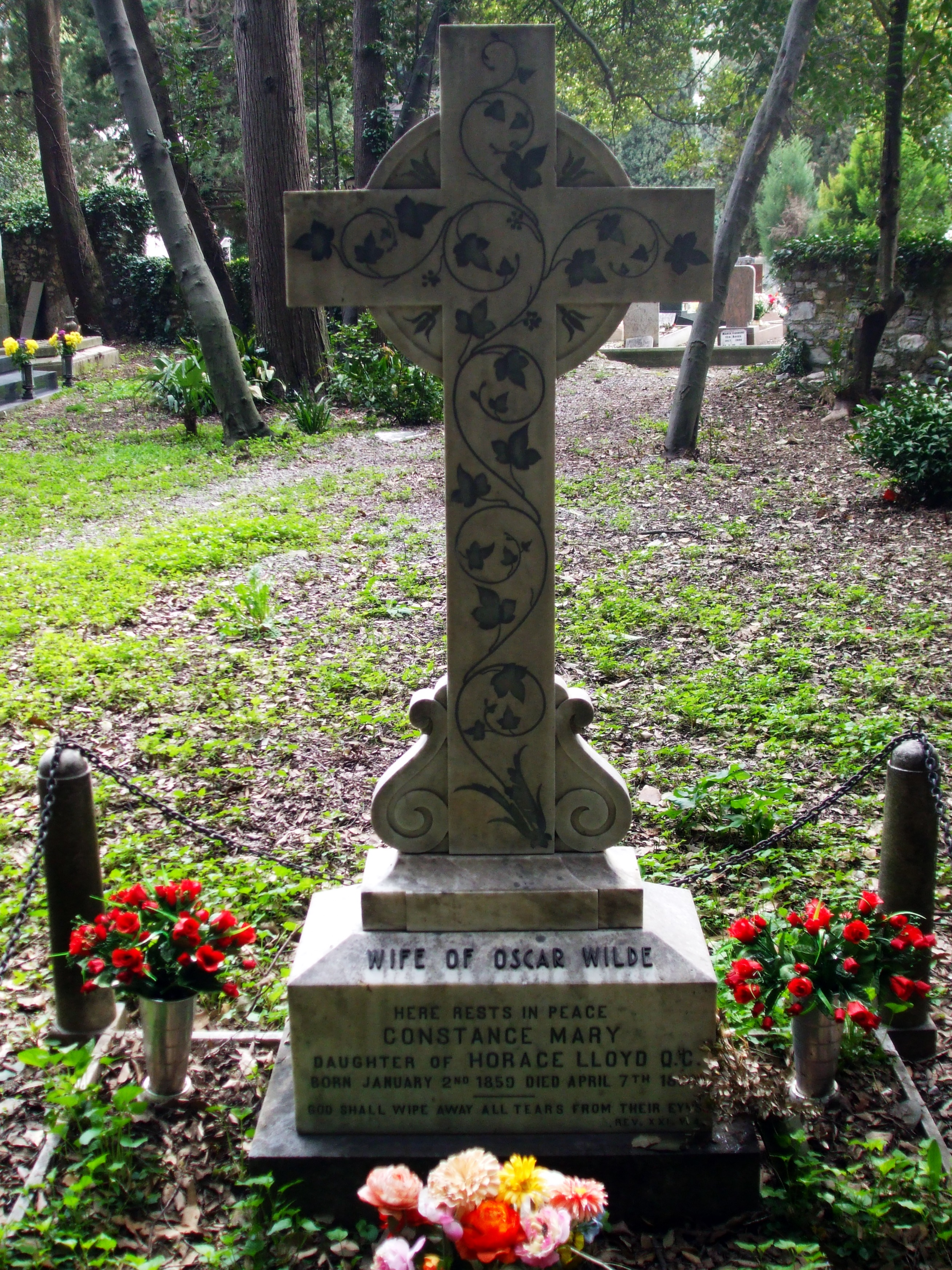
Pomnik nagrobny Constance Lloyd (ok. 1898)

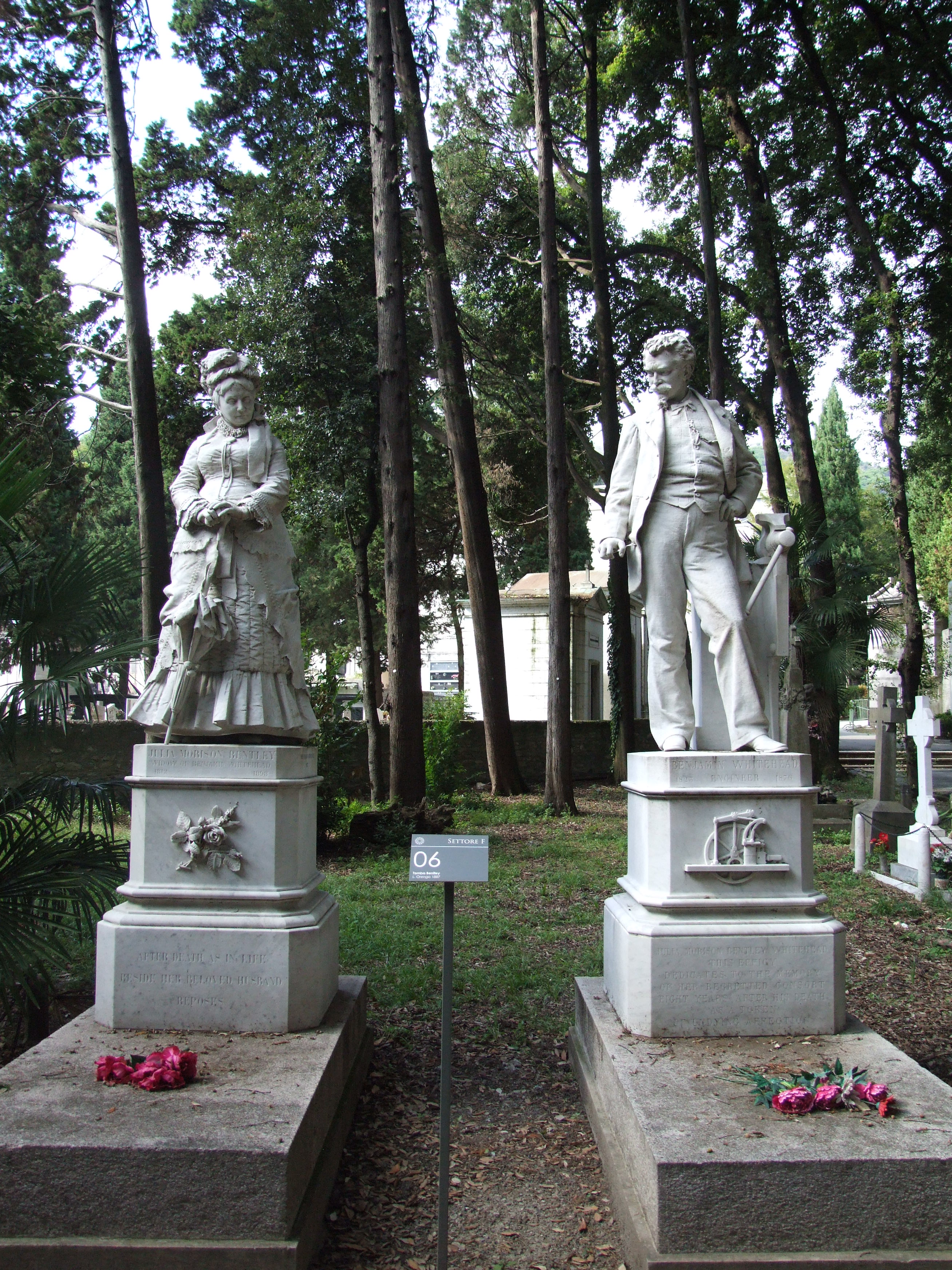
Lorenzo Orengo, pomnik nagrobny Julii Morison Bentley i Benjamina Whiteheada (1898)

Tuż obok bramy, na początku Viale dei Protestanti, znajduje się grób znanego fotografa, Alfreda Noacka. Wykonane przez niego w XIX wieku fotografie przyczyniły się do artystycznego uwiecznienia Staglieno i jego najpiękniejszych i najbardziej sugestywnych nagrobków. Cmentarz Protestancki położony jest po obu stronach Viale dei Protestanti, tuż za historycznym akweduktem. Znajdujące się na nim groby są mniej monumentalne, cechuje je typowo angielski gust: niskie i proste krzyże, prawie pochłonięte przez roślinność. Na jednym z pierwszych grobów, położonych nieopodal wejścia, widnieje krzyż celtycki, pokryty motywem winorośli. Jak informuje epigraf, spoczywa tu irlandzka pisarka i dziennikarka Constance Lloyd, żona Oscara Wilde’a, która w wyniku nieporozumienia z mężem opuściła Londyn i przeniosła się do Ligurii, gdzie w 1898 roku zmarła. Nieco dalej, po prawej stronie, stoi grób małżonków Julii Morison Bentley i Benjamina Whiteheada. Ich posągi, dłuta Lorenza Orenga z lat 1885–1887, umieszczone zostały w Staglieno w 1898 roku. Artysta, zgodnie z panującą wówczas tradycją, przedstawił na cokole pomnika Whiteheada symbol jego pracy. Z wyjątkową wiernością oddał posąg jego żony, zarówno jeśli chodzi o jej fizjonomię, jak i odzież: kapelusz, koronki, fałdy sukienki czy parasolki, na której kobieta się wspiera. Dzieło Orenga zaliczane jest do najbardziej znaczących osiągnięć włoskiego realizmu mieszczańskiego końca XIX wieku. Za Świątynią Protestancką znajdują się dwa cenne grobowce. Pierwszym z nich jest grób Berthe Grosso Bonnin dłuta Eugenia Baroniego. Posąg z brązu, utrzymany w typowym dla artysty, ekspresjonistycznym stylu, przedstawia stojącą kobietę, doświadczoną przez cierpienie. W jej prawej ręce widoczna jest czapeczka nowo narodzonego dziecka, podczas gdy pod ubraniem widać zarys brzucha po niedawnej ciąży. Zleceniodawca pomnika chciał w ten sposób upamiętnić tragedię, która odcisnęła się na życiu kobiety – śmierć jej córeczki w dniu narodzin w 1912 roku. Drugim z grobów jest pomnik Bauer, pierwsze dzieło Leonarda Bistolfiego w Staglieno, datowane na 1904 rok. Artysta, który wywarł znaczący wpływ na rzeźbę w Ligurii (prawdopodobnie w wyniku swego sukcesu na Biennale w Wenecji w 1905 roku), w dziele swym zawarł nową, symbolistyczną koncepcję śmierci, w której łączą się tajemnica i zmysłowość: umierający człowiek jest otoczony trzema dziewczynkami, a wszystkie postacie zdają się stapiać w jedną całość. Po drugiej stronie cmentarza, na tarasowym zboczu wzgórza Boschetto, znajduje się podobny w stylu i wymowie pomnik Williama White’a, wyrzeźbiony w 1905 roku przez weneckiego artystę Luigiego De Paoli w białym marmurze i naturalnej skale. Dzieło zawiera cechy charakterystyczne zarówno dla symbolizmu jak i secesji. Przedstawia dwie młode dziewczyny, jedną na kolanach, a drugą obejmującą jej szyję, obie pogrążone w bólu. Widoczny pęk kwiatów, symbolizuje „zerwaną młodość”. Inne pomniki, znajdujące się na wzgórzu, zostały tu przeniesione ze starego, XVIII-wiecznego cmentarza.

### Cmentarz grecki i prawosławny (Sektor F)
Cmentarz grecki i prawosławny położony jest na północ od cmentarza protestanckiego. Do 1882 roku znajdował się na terenie dzielnicy Foce. Najstarsze groby pochodzą z lat 1852–1889. Spoczywają w nich nie tylko Grecy, ale także Rosjanie, Bułgarzy i inni wyznawcy prawosławia.

### Sektor G
Przy Piazzale Trento e Trieste znajduje się kilka pomników poświęconych poległym w obu wojnach światowych: Ossuarium Żołnierzy Francuskich (1922) i Ossuarium Poległych w II Wojnie Światowej.

#### Sanktuarium Poległych w I Wojnie Światowej
Sanktuarium Poległych w I Wojnie Światowej zostało zbudowane w latach 1935–1936 według projektu Michele Fenatiego i otwarte 24 maja 1936. Wejście do sanktuarium prowadzi przez monumentalne schody i portal, zwieńczony przełamanym tympanonem i krzyżem; na sześciu bocznych filarach znajduje się sześć orłów z brązu, zrealizowanych przez Attilia Perduccę. Wnętrze, składające się z nawy głównej i dwóch symetrycznych skrzydeł, prostopadłych do głównego przejścia, zostało zbudowane w klasycznym stylu i udekorowane szarym i zielonym marmurem, nawiązującym kolorystyką do wojskowego munduru. Wewnątrz znajduje się ołtarz z brązowym krucyfiksem, wykonanym przez Antonia Morerę i kilka mozaik autorstwa Pietra Dodera.

### Boschetto Irregolare (Sektor E)
Boschetto Irregolare (Nieregularny Lasek) położony jest na północny wschód od Panteonu, za aleją Viale Superiore Pontasso. Jako pierwszy znajduje się tu tzw. Boschetto dei Mille (Lasek Tysiąca), w którym położone są liczne groby uczestników walk o Zjednoczenie Włoch. Na początku kompleksu, po lewej stronie schodów znajduje się mauzoleum Giuseppe Mazziniego. Neoklasyczny grób, sprawiający wrażenie wyrytego w skale, zaprojektowany został przez Gaetana Vittoria Grassa w 1874, a ukończony w 1877 roku. Dzieło cechuje surowość i prostota. Dwie masywne kolumny doryckie wspierają granitowy architraw, na którym wykuto imię i nazwisko bohatera. Za kolumnami znajduje się przedsionek, prowadzący do krypty, w której znajduje się grób, otoczony republikańskimi flagami, towarzyszącymi Mazziniemu podczas jego pogrzebu. Zarówno wewnątrz jak i na zewnątrz znajdują się liczne płyty nagrobne, dedykowane zwolennikom Mazziniego i grupom republikańskim, czy poszczególnym postaciom, takim jak brytyjski premier David Lloyd George, poeci Giosuè Carducci, Francesco Domenico Guerrazzi i Gabriele D’Annunzio, czy rosyjski pisarz Tołstoj. Przed pomnikiem znajduje się grób Marii Drago, matki Mazziniego, który odegrała ważną rolę nie tylko w dziele patriotycznego wychowania syna, ale stała się również natchnieniem ruchu Młode Włochy. W dalszej części cmentarza znajdują się nagrobki, obeliski i popiersia mężczyzn w mundurach, bojowników walk o Zjednoczenie Włoch:
- grób Saviego, dluta Rivalty, który przedstawia anioła w momencie pisania na marmurze daty śmierci bohatera,
- grób Federica Campanelli w kształcie kowadła, symbolizującego dzieło kucia dusz Włochów,
- grób Michele Novara (twórcy melodii Hymnu Włoch) i zdobiący go obelisk, dzieło Giovanniego Batisty Cevasca z 1888 roku,
- popiersie Davida Chiossone, dłuta Lorenza Orenga z 1883 roku
- popiersie Paola Giacomettiego, wyrzeźbione przez Santa Varniego w 1884 roku, który chciał odtworzyć symbole kultury klasycznej,
- sarkofag męczenników Młode Włochy, rozstrzelanych w 1833 roku,
- grób sportowca Gargiullo (Bartalai, 1928),
- kaplica Rubattino, udekorowana w białe i szare pasy, z charakterystycznymi, gotyckimi wieżyczkami i centralnym pinaklem z marmuru i szkła. Budowniczym kaplicy był Giovanni Battista Resasco, a spoczął w niej armator Raffaele Rubattino, która dostarczył statki dla wyprawy tysiąca,
- grób Sorrentino, z białego marmuru, wyrzeźbiony przez Luigiego Orenga w 1922 roku. Dzieło, mające formę piramidy, składa się z sarkofagu zwieńczonego posągiem kobiety owiniętej w welon, rozwiewany przez wiatr, co ma symbolizować wznoszenie się duszy z ziemi ku Bogu.

Wzdłuż Viale Perrone znajdują się groby znanych osobistości, takich jak Enrico Alberto d'Albertis, pierwszy Włoch, który przepłynął Kanał Sueski i jedyny, który powtórzył podróż Krzysztofa Kolumba, z wykorzystaniem instrumentów żeglugowych, wykonanych na podstawie oryginałów. Charakterystycznym obiektem tej części cmentarza jest majestatyczna kaplica Raggia (Cappella Raggio), wyróżniająca się białymi, marmurowymi wieżyczkami. Jest to grobowiec rodzinny, dowódcy Armanda Raggia, który w 1896 roku zlecił wybudowanie go architektowi Luigiemu Rovellemu, projektantowi zamku dla swego brata, armatora Edilia Raggia. Rovelli, jeden z głównych eksponentów eklektyzmu, projektując kaplicę inspirował się neogotyckimi formami katedry w Mediolanie.

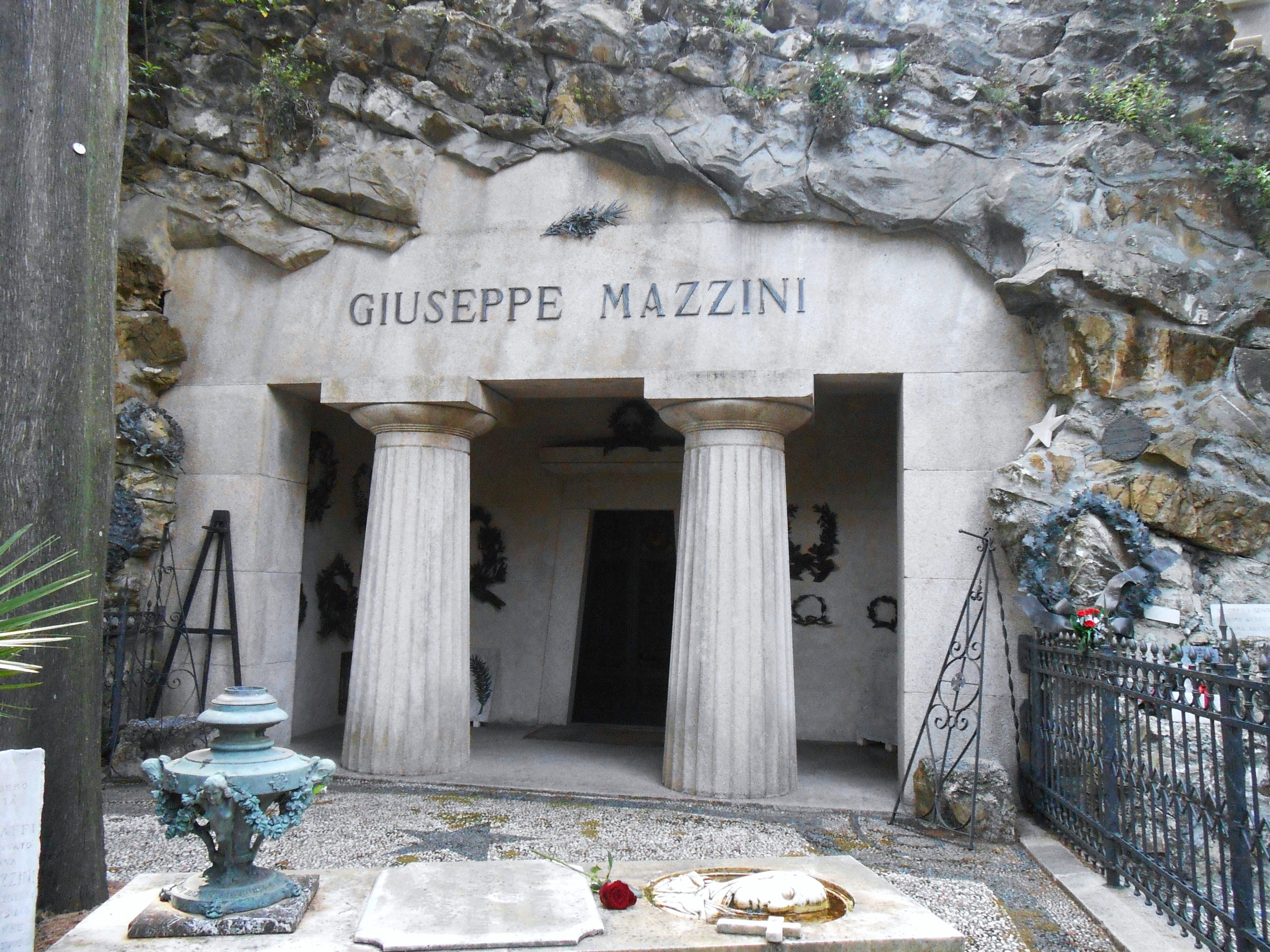
Gaetano Vittorio Grasso, mauzoleum Giuseppe Mazziniego (1874–1877)
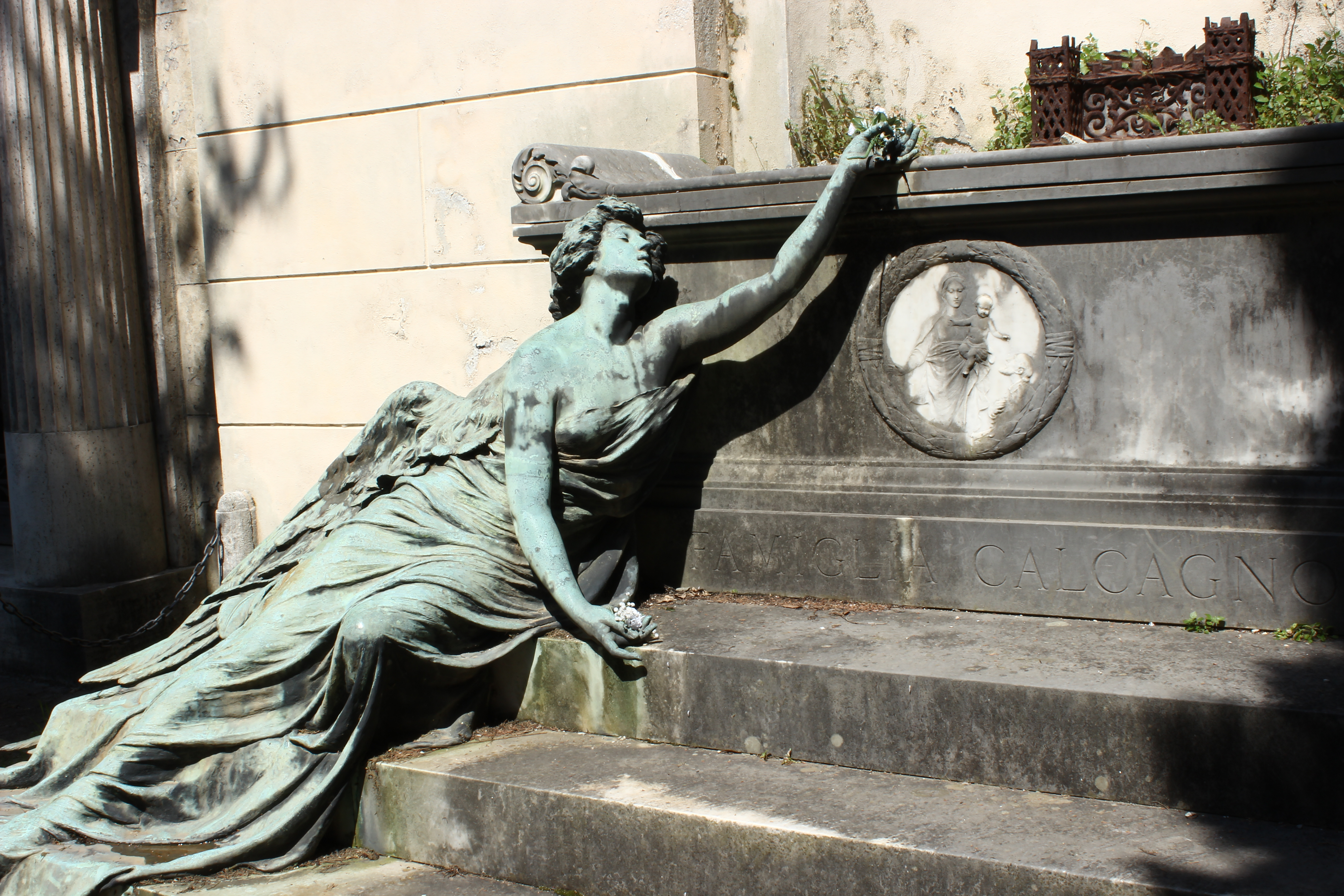
Adolfo Apolloni, grób rodziny Calcagno, 1904)
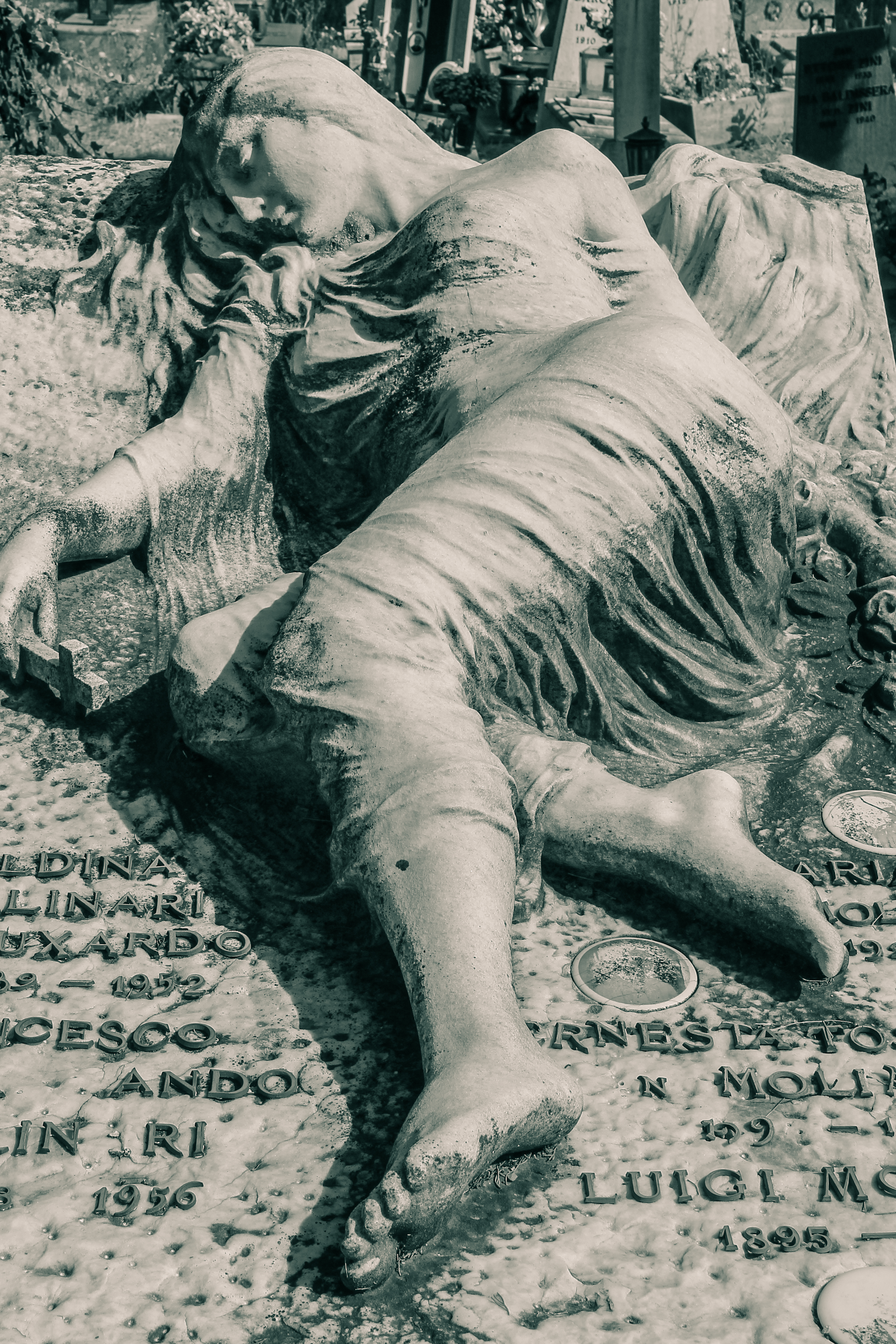
Eugenio Baroni, grób rodziny Molinari (1920)
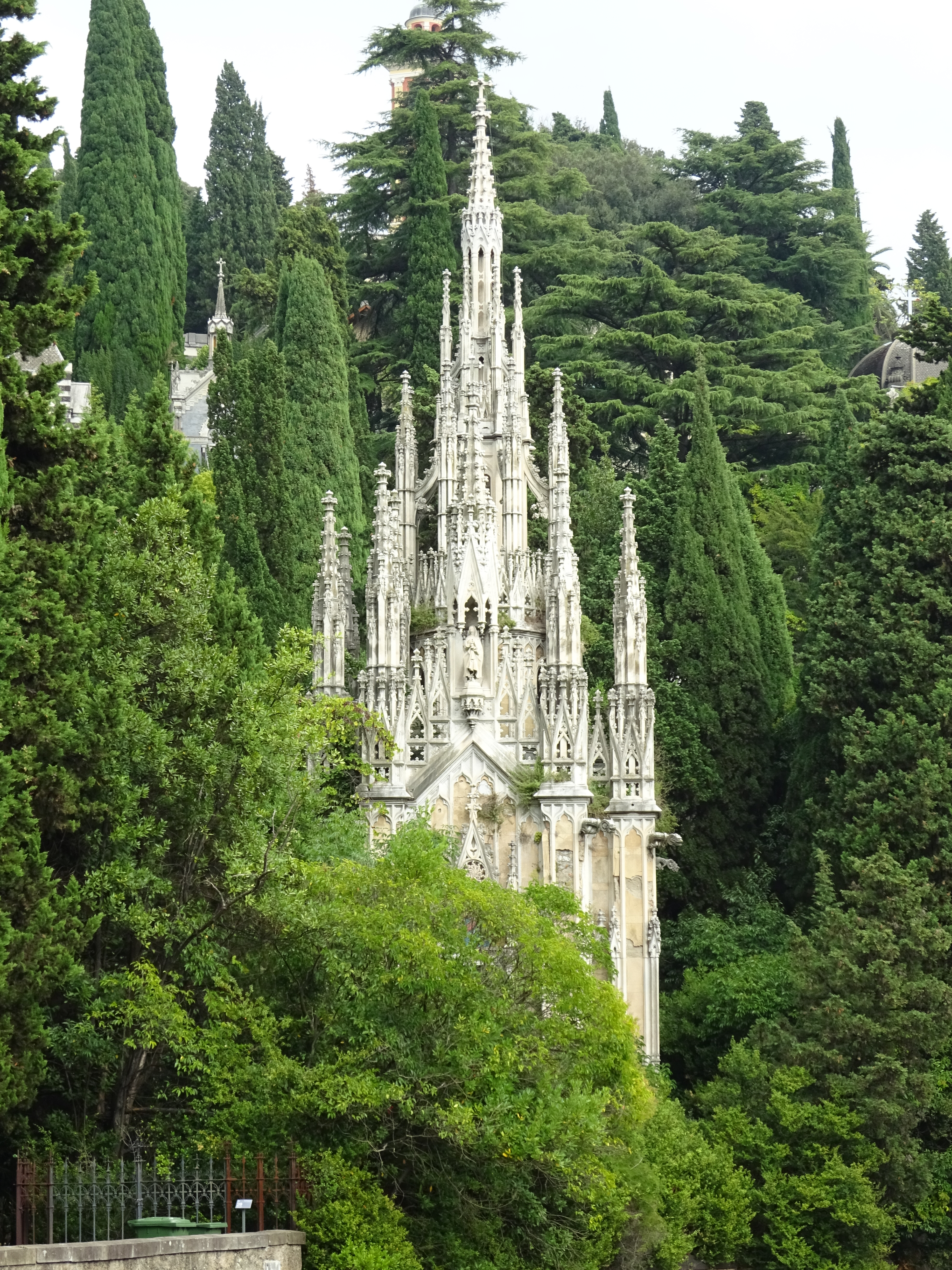
Luigi Rovelli, kaplica Raggia (1896)

## Uczestnictwo cmentarza w Staglieno w ASCE
Cmentarz w Staglieno należy do Association of Significant Cemeteries in Europe (Stowarzyszenia Znaczących Cmentarzy w Europie), organizacji non-profit, skupiającej ponad 150 cmentarzy o znaczeniu historycznym lub artystycznym w celu promowania cmentarzy europejskich jako fundamentalnej części dziedzictwa ludzkości.

## Cmentarz w Staglieno na Szlaku Europejskich Cmentarzy
W 2010 cmentarz w Staglieno został włączony w skład Szlaku Europejskich Cmentarzy, koncepcji stworzonej przez Radę Europy w ramach projektu Europejskich Szlaki Kulturowych, mającej za cel promowanie wartości sztuki sepulkralnej w kulturze europejskiej jako atrakcji turystycznej. Realizacji tego celu służyć mają: organizowanie tras zwiedzania, dostarczanie wiedzy oraz podejmowanie inicjatyw edukacyjnych i pedagogicznych.